# Geschiedenis van de spoorwegen in Nederland

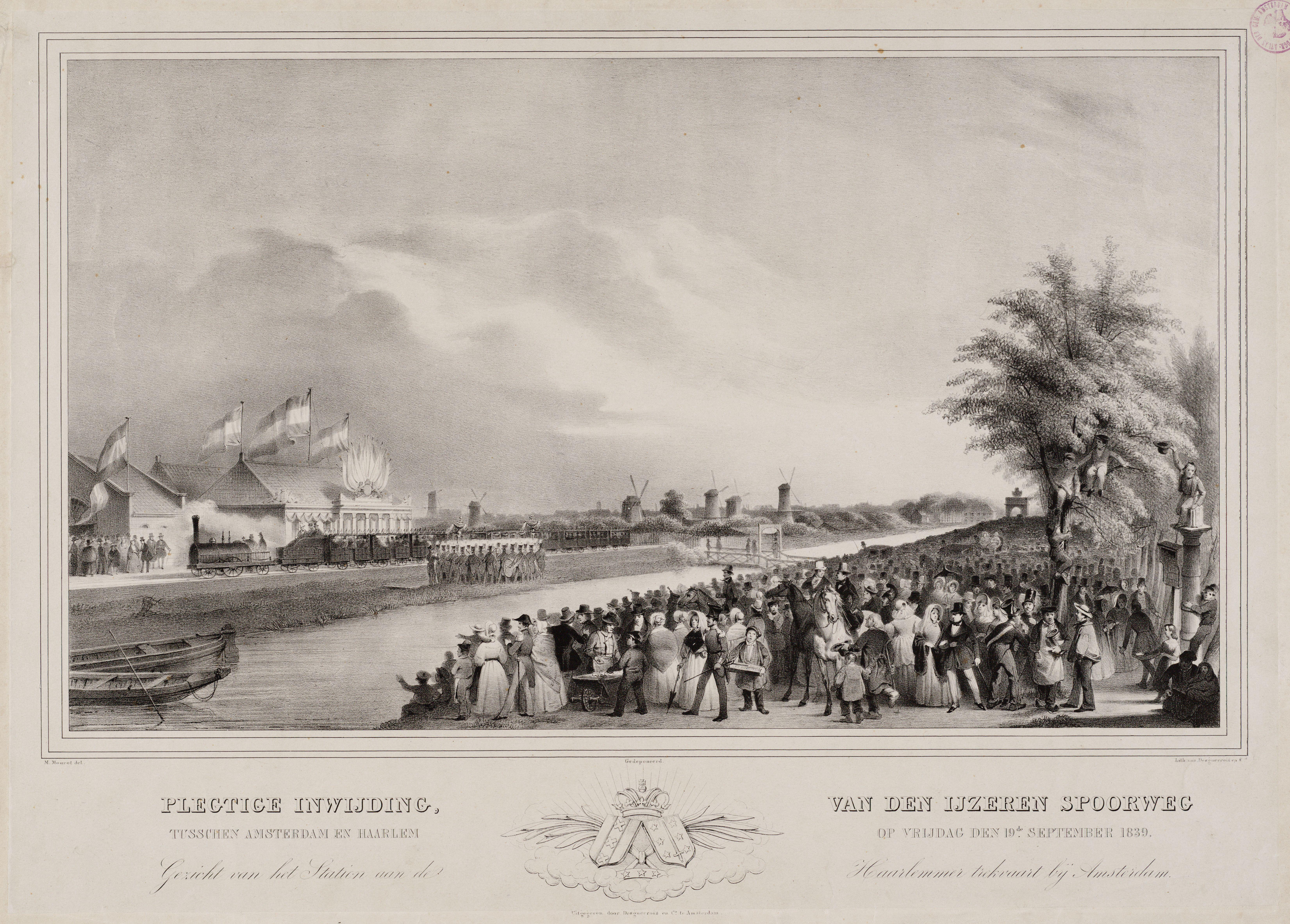
Station d'Eenhonderd Roe, vertrekpunt van de eerste trein op 20 september 1839.

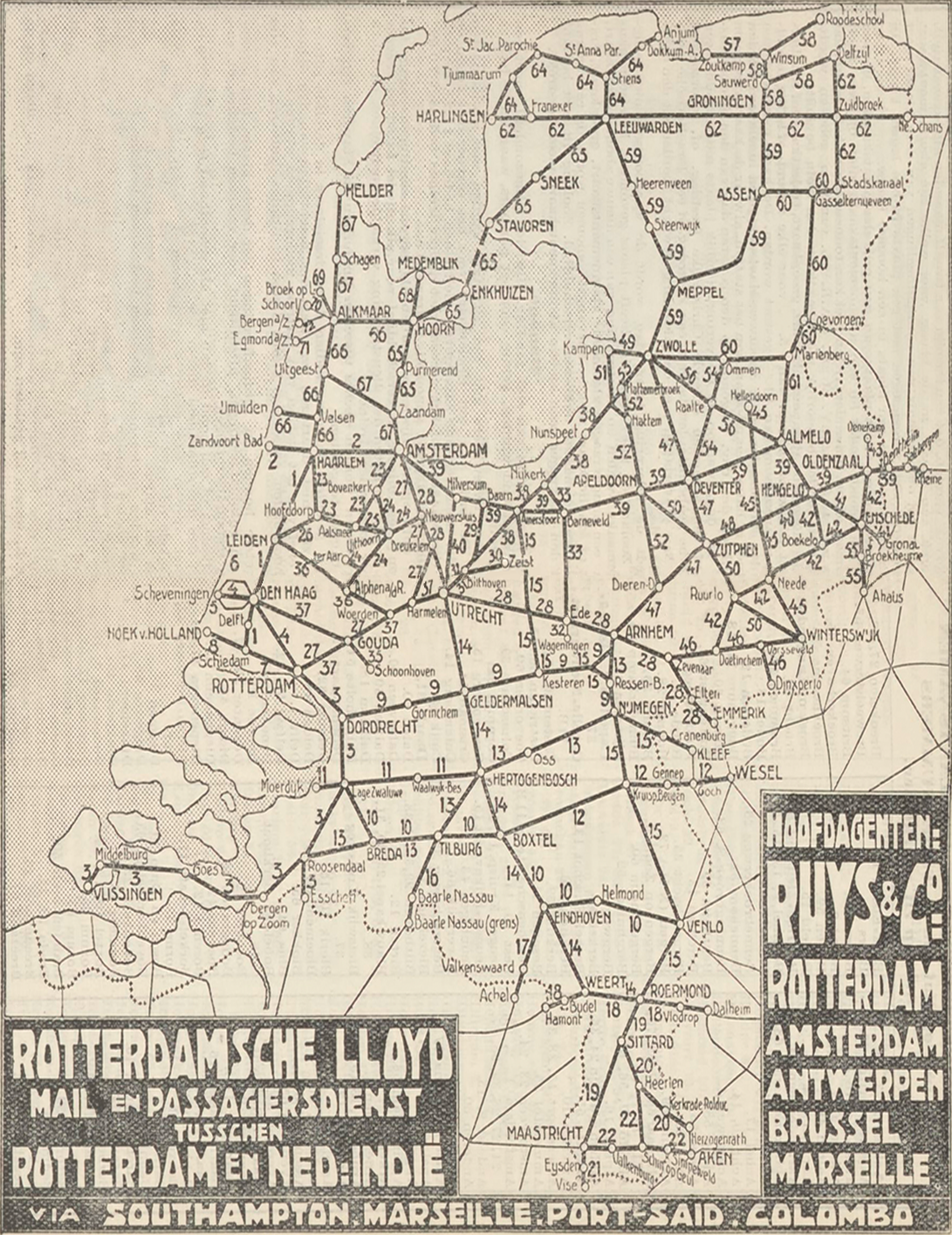
Kaart van het spoorwegennet in 1922

De geschiedenis van de spoorwegen in Nederland bereikte op 20 september 1839 haar eerste mijlpaal, met de opening van de spoorlijn Amsterdam - Haarlem.
Na de opening van de eerste spoorwegen in het Verenigd Koninkrijk en België werden er ook in Nederland plannen gemaakt voor spoorwegen. In 1831 kwam voor het eerst het plan ter sprake voor het openen voor de eerste lijnen, die de havens van Amsterdam en Rotterdam een snelle verbinding moesten gaan bieden met Duitsland. Uiteindelijk zou de eerste spoorlijn in 1839 niet richting Duitsland lopen, maar van Amsterdam naar Haarlem.

## Voorgeschiedenis
Nederland was al rijkelijk voorzien van waterwegen en veel vrachtvervoer ging dan ook per schip. Voor het reizigersvervoer waren er postkoetsen, trekschuiten en veerboten. De spoorwegen in Nederland werden dan ook voornamelijk gebouwd voor het reizigersvervoer, die veel sneller waren dan het bestaande vervoer. De binnenvaart bleef echter een grote concurrent van de spoorwegen voor het vrachtvervoer.
In het zuidelijke deel van het toenmalige Verenigd Koninkrijk der Nederlanden waren er al enkele spoorwegen voor intern verkeer of transport van mijnen naar havens. Zo was er in 1830 al een mijnspoor bij Bois-du-Luc en werd in mei 1830 (dus voor de Belgische Revolutie) een spoorlijn geopend tussen de mijn van Grand-Hornu en het Kanaal van Bergen bij Condé. Het betrof hier waarschijnlijk de eerste lijn die langere afstand buiten een fabrieksterrein lag, maar was nog niet openbaar en gebruikte paardentractie.

## 1839-1860: De eerste spoorlijnen

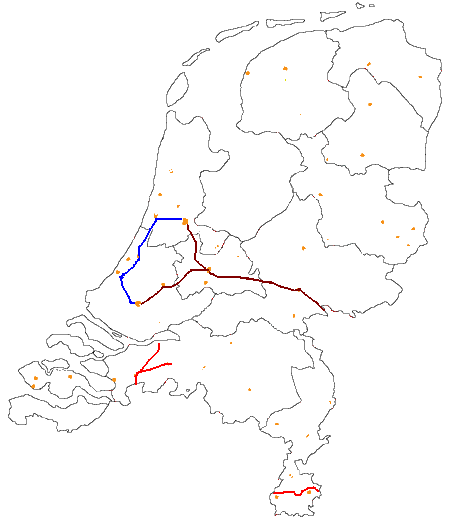
Kaart van het spoorwegennet rond 1860.
HSM
NRS
Andere maatschappijen

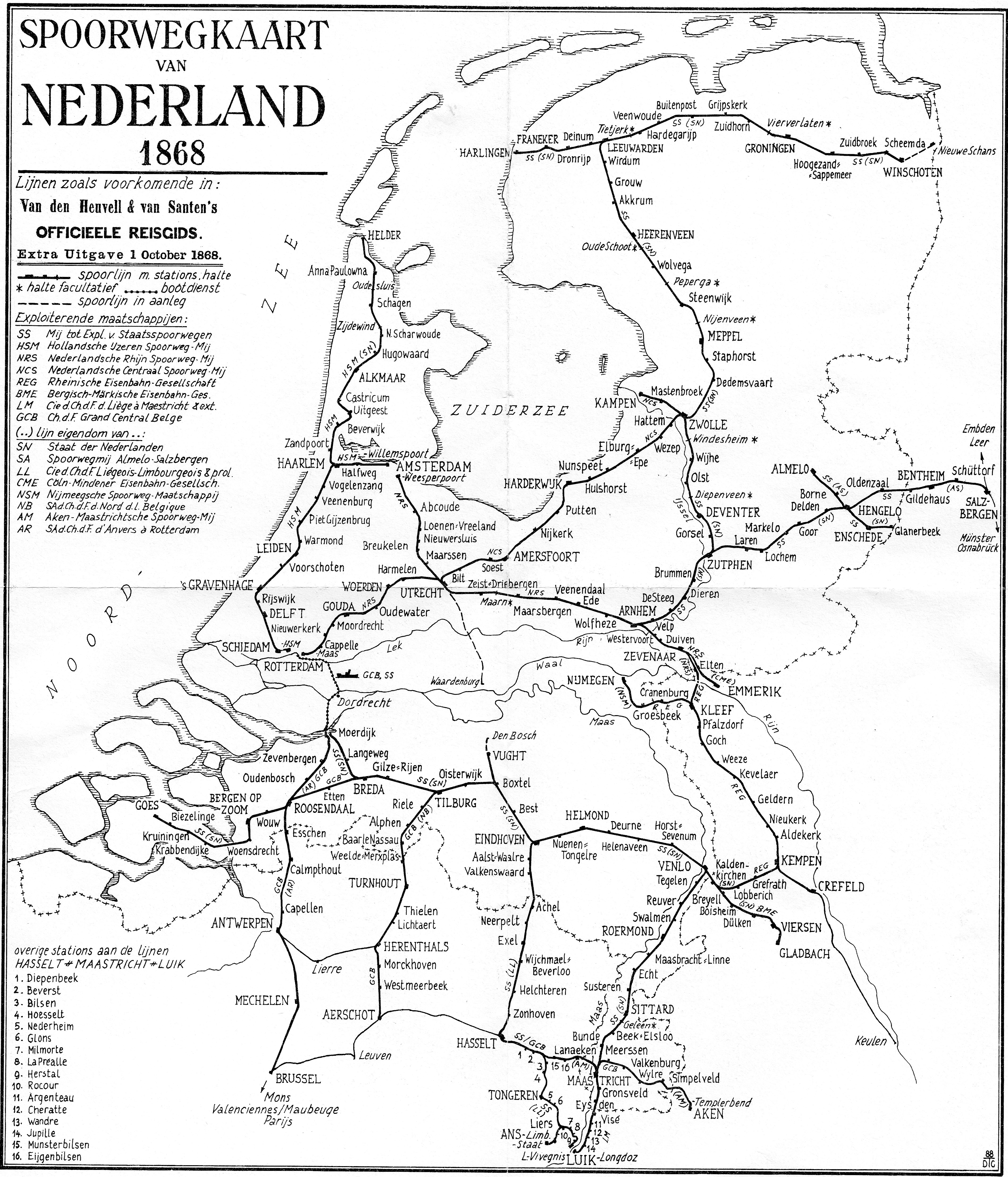
Spoorwegnetkaart van 1868. Er waren nog geen bruggen over de grote rivieren m.u.v. de Maas in Venlo.

De eerste moderne spoorlijn in Nederland werd aangelegd door de in 1837 opgerichte Hollandsche IJzeren Spoorweg-Maatschappij (HIJSM, later HSM), onder leiding van Willem Christiaan Brade en later Ingenieur-Directeur van de Waterstaat F.W. Conrad. Deze lijn van Amsterdam naar Haarlem werd geopend op 20 september 1839. De eerste treinen werden getrokken door de locomotieven Arend en Snelheid.
Deze lijn werd tussen 1842 en 1847 verlengd via Leiden en Den Haag naar Rotterdam, en staat tegenwoordig bekend als de Oude Lijn. Dat de aanleg van de eerste spoorlijnen, mede vanwege de noodzakelijke aankoop van grond, niet zonder slag of stoot verliep, blijkt wel uit de problemen die zich voordeden rond het 'provisionele station buiten de Marepoort' nabij Leiden en het Laantje van Van der Gaag nabij Delft.
In 1843 werd de tweede Nederlandse spoorlijn geopend, de Rhijnspoorweg van station Amsterdam Weesperpoort naar station Utrecht NRS, nu station Utrecht Centraal, in 1845 verlengd naar station Arnhem. In 1856 kwam de verbinding met station Emmerich en daarmee de spoorwegen in Duitsland tot stand. Deze lijn werd aangelegd door de Nederlandsche Rhijnspoorweg-Maatschappij (NRS), die in 1855 ook als zijlijn de spoorlijn Utrecht - Rotterdam opende van station Utrecht naar station Rotterdam Maas.
In het zuiden van Nederland werden de eerste grensoverschrijdende lijnen aangelegd door buitenlandse maatschappijen, als verlengingen van de spoornetten in die landen. In 1853 werd de spoorlijn Aken - Maastricht geopend, de eerste verbinding met Duitsland en tevens eerste internationale spoorlijn van Nederland; in 1854 volgde de lijn Antwerpen – Roosendaal over de Belgische grens. De verlenging van de Rhijnspoorweg naar de Duitse grens (bij Emmerich) werd in 1856 in gebruik genomen.

### Spoorwijdte
De eerste Nederlandse spoorlijnen werden in breedspoor aangelegd. Dit was geïnspireerd door Isambard Kingdom Brunel en zijn Great Western Railway met een wijdte van 2140 mm, maar de spoorwijdte werd in Nederland iets minder: 1945 mm. Men dacht daarmee over de meest geavanceerde technologie te beschikken. De spoorlijnen van Amsterdam naar Rotterdam en van Amsterdam naar Utrecht en Arnhem werden in breedspoor aangelegd. Dit bleek echter problemen te geven voor de geplande aansluiting op de Duitse spoorlijnen, die in normaalspoor (1435 mm) waren aangelegd. Daarom werden nieuwe spoorwegen in Nederland voortaan ook in normaalspoor aangelegd, de NRS stapte in 1855 bij de aanleg van de spoorlijn Utrecht - Rotterdam over op normaalspoor, en begon met de verbouwing van de bestaande lijn. In de periode tot 1866 werd al het bestaande breedspoor verbouwd tot normaalspoor.

## 1860-1890: Uitbreiding van het spoorwegennet

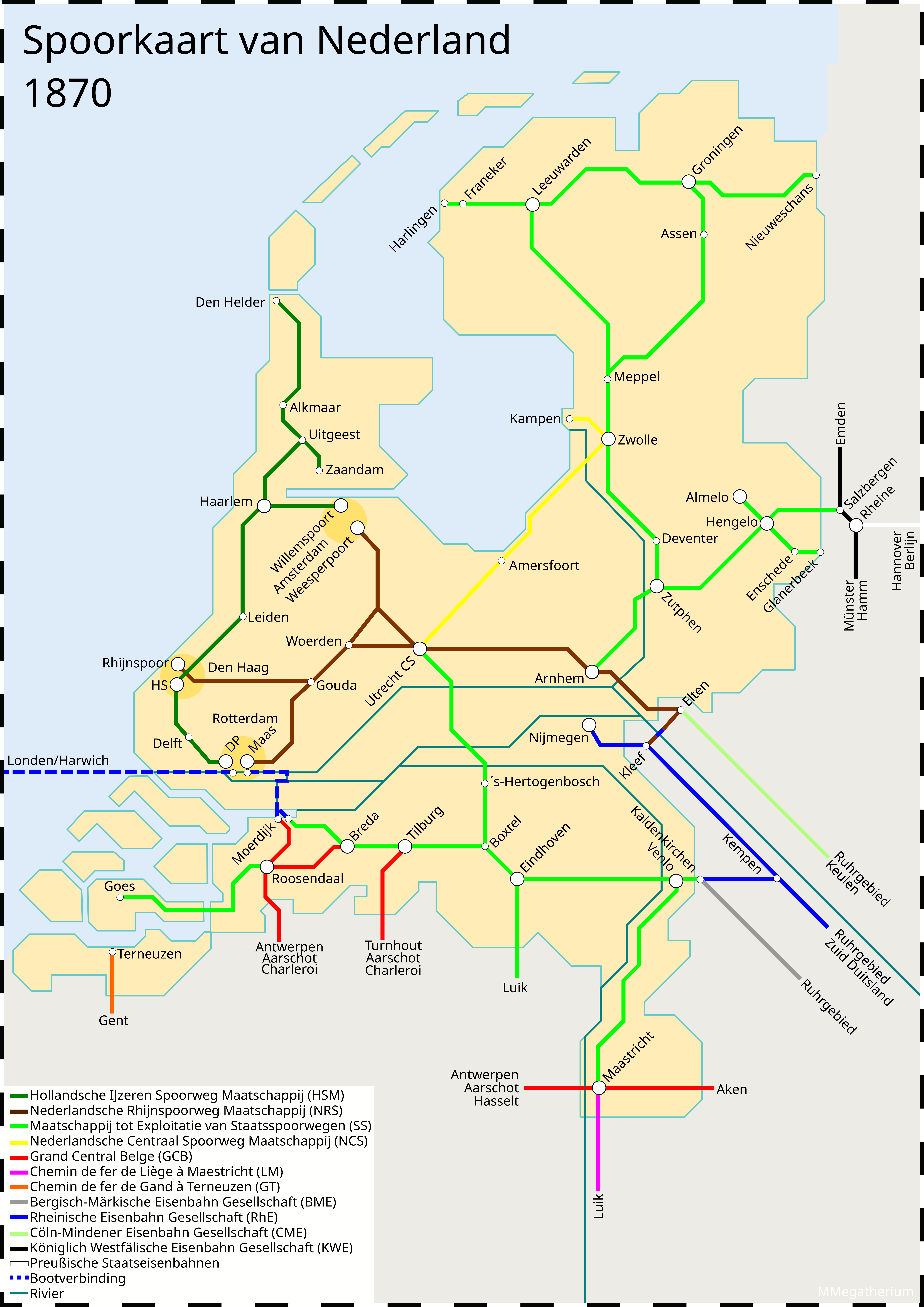
Kaart van het spoorwegennet rond 1870.

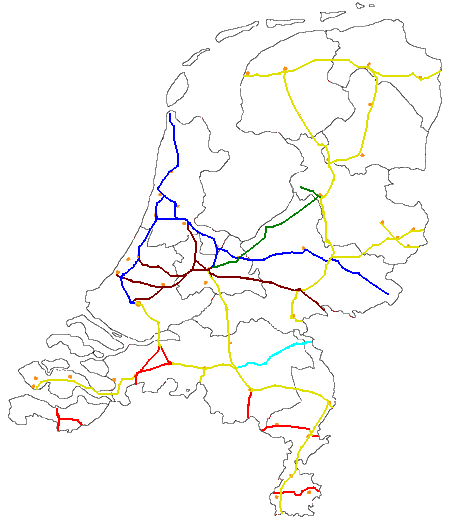
Kaart van het spoorwegennet rond 1880.
HSM
NRS
SS
NCS
NBDS
Andere maatschappijen

In de eerste decennia van spoorwegaanleg in Nederland was dit voornamelijk op particulier initiatief. Tot in de jaren vijftig van de 19e eeuw waren enkele hoofdspoorlijnen aangelegd, maar vergeleken bij de omringende landen was er inmiddels een grote achterstand. Daar waren al grote spoorwegnetten aan het ontstaan, terwijl in Nederland de aanleg stagneerde. In Nederland waren er in 1860 een aantal kleine, geheel los van elkaar staande, spoorwegnetwerken: Amsterdam – Haarlem – Rotterdam, Amsterdam / Rotterdam – Utrecht – Arnhem – Keulen, Aken – Maastricht – Hasselt en Antwerpen – Roosendaal – Moerdijk / Breda. In Amsterdam en Rotterdam waren er geen verbindingen tussen de lijnen, de concurrerende maatschappijen hadden hun eigen kopstations aan de rand van de stad.
In 1860 werd de Nederlandsche Centraal-Spoorweg-Maatschappij (NCS) opgericht, deze legde tussen 1863 en 1865 de lijn Utrecht – Amersfoort – Zwolle – Kampen aan.
Met de opening van de lijnen Utrecht – 's-Hertogenbosch – Eindhoven in 1869 en Lage Zwaluwe – Dordrecht in 1872 werden de grote rivieren (Lek, Waal en Maas) overbrugd en waren de spoorwegnetten in het Noorden en het Zuiden met elkaar verbonden.
Door de HSM werd de spoorlijn Amsterdam - Zutphen (Oosterspoorweg) deels in 1874, deels in 1876 geopend, en de spoorlijn Hilversum - Lunetten in 1874, als zijtak hiervan.

### Aanleg van spoorwegen door de overheid
Het kabinet-Rochussen diende in 1860 een wetsvoorstel in inzake de aanleg en exploitatie van de Noorder- en Zuiderspoorweg. Dit werd door de Eerste Kamer verworpen, waarna het kabinet viel. Het kabinet werd opgevolgd door het kabinet-Van Hall-Van Heemstra dat er wel in slaagde een Spoorwegwet tot stand te brengen. Er kwam daardoor spoorwegaanleg van staatswege, terwijl de wijze van exploitatie later bij wet zou worden geregeld. In de wet werd de staatsaanleg van tien Staatslijnen vastgelegd naar alle delen van het land, die werden geopend tussen 1863 en 1873. Elke staatslijn werd aangeduid met een letter: A t/m K (tien lijnen).
De door de staat aangelegde spoorwegen zijn gefinancierd uit de inkomsten van het cultuurstelsel in Nederlands-Indië. Deze staatslijnen werden niet geëxploiteerd door een staatsbedrijf, maar door de particuliere Maatschappij tot Exploitatie van Staatsspoorwegen (SS) die in 1863 werd opgericht. Enkele staatslijnen werden geëxploiteerd door de HSM. In 1873 / 1875 werd nog een tweede Spoorwegwet ingevoerd, die de aanleg van negen regionale lijnen op normaalspoor door de staat regelde.
De twee grootste maatschappijen, de HSM en SS, waren in een felle concurrentiestrijd gewikkeld. Ze sloten akkoorden met andere maatschappijen en veerdiensten om concurrerende reisroutes aan te bieden. Zo legde de HSM de veerdienst Enkhuizen - Stavoren in om goederentreinen rechtstreeks naar Leeuwarden te vervoeren. Hiermee werd de lange omreisroute langs Amersfoort en Zwolle, uitgevoerd door de Staatsspoorwegen (SS), vermeden. Om een alternatieve route naar Duitsland te bieden werden door de HSM twee spoorlijnen van de SS overgenomen:
- Amersfoort – Kesteren
- Dordrecht – Kesteren – Elst (Nijmegen)

Dit bood een alternatieve route aan voor de SS-route van Amsterdam – Utrecht – Arnhem – Nijmegen.

### Lokale spoor- en tramwegen
Veel kleinere plaatsen werden niet bereikt door de hoofdspoorwegen. De aanleg van een normale spoorlijn was veel te duur voor het te verwachten verkeer. Er werden veel lokale initiatieven genomen om goedkope lokale spoorlijnen aan te leggen met veel goedkopere infrastructuur en vaak langs bestaande wegen. Dit werden lokaalspoorwegen (vanaf 1878) en tramwegen (vanaf 1879), waarvoor een aparte wetgeving kwam.
Op een spoorlijn die als tramlijn werd geëxploiteerd waren spoorseinen niet verplicht en er kon op zicht gereden worden. Wel was de snelheid beperkt. Een deel van deze lijnen werd aangelegd met smalspoor. Hiermee konden veel scherpere bogen worden gebruikt en het was goedkoper in de aanleg en het onderhoud.
De grote spoormaatschappijen bouwden normaalspoor-tramlijnen die door (lichte) treinen werden bereden en deel uitmaakten van het spoornet. Ook werden er tramwegmaatschappijen overgenomen. Zo kwam de Nederlandsche Tramweg Maatschappij, die veel tramlijnen in Friesland exploiteerde, in het bezit van de Nederlandse Spoorwegen. De laatste tramlijn van de vroegere NTM was de tramlijn Drachten - Groningen die in 1985 werd gesloten voor goederenvervoer.
Naast de tramlijnen waren er ook lokale spoornetten. Bekende lokale spoornetten waren de Haarlemmermeerspoorlijnen en Geldersch-Overijsselsche Lokaalspoorweg-Maatschappij (GOLS) en de Noordoosterlocaalspoorweg-Maatschappij (NOLS).

### Nieuwe verbindingen met het buitenland
- 1863-1876: Harlingen – Leeuwarden – Groningen – Nieuweschans – Noord-Duitsland (Staatslijn B).
- 1867: Tilburg – Turnhout (België), aangelegd door Grand Central Belge.
- 1873: Boxtel – Goch (Duitsland), aangelegd door de Noord-Brabantsch-Duitsche Spoorweg-Maatschappij (NBDS), in 1878 verlengd naar Wesel.

In het Nederland van rond 1845 waren zeehavens die het best vanaf de Noordzee waren te bereiken van het grootste belang. Dit waren rond 1845-1860 Vlissingen en Harlingen, en niet Amsterdam en Rotterdam. Eerst na 1870 werden Rotterdam en Amsterdam -ook nog in fasen- dankzij enorme rijksinvesteringen beter vanaf de Noordzee te bevaren. Met een fractie van deze Rijksinvesteringen waren Vlissingen, Harlingen, en later ook Delfzijl (na 1900) veel beter dan Amsterdam tot renderende zeehavens te maken geweest.
Al vanaf 1845 is geprobeerd de zeehaven van Harlingen als derde nationale zeehaven naast Amsterdam en Rotterdam met het achterland te verbinden. Ondanks steun uit Noord-Duitsland, België, Engeland, Frankrijk en Spanje zag de Nederlandse regering echter geen noodzaak Harlingen op te nemen in een pan-Europees spoorwegplan, ontworpen door de ingenieurs Xavier Tarte en Castillion Du Portail.
Na acceptatie van de spoorwegwet van 1875 van het Kabinet-Heemskerk-Van Lynden van Sandenburg werden van staatswege door de Maatschappij tot Exploitatie van Staatsspoorwegen, kortweg SS, in de 'perifeer' geoormerkte regio's alsnog spoorwegen aangelegd. Tussen 1880 en 1930 werden nog enkele hoofdspoorlijnen en vele lokaalspoorlijnen aangelegd.

## 1890-1945: Van monopolie naar concurrentie met auto, bus en vliegtuig
Eind 19e eeuw hadden de spoorwegmaatschappijen ondanks de onderlinge rivaliteit op de meeste vervoersmarkten nog een monopolie-positie. Maar na 1920 zouden de auto, de (auto)bus, en op de internationale verbindingen het vliegtuig, zich gaan ontwikkelen tot zware concurrenten.
Vaarwegverbeteringen zoals het Merwedekanaal zorgden ervoor dat ook de scheepvaart een belangrijke concurrent bleef op de goederenvervoersmarkt.
Deze toenemende concurrentie zou de spoorwegmaatschappijen ook nopen om steeds meer samen te werken.

### Naar een nationale spoorwegmaatschappij
Verschillende fusies leidden in de eerste helft van de 20e eeuw tot de vorming van een landelijke spoorwegmaatschappij. Er zou echter nooit een echt staatsbedrijf komen, er bleef altijd sprake van particuliere exploitatie.
In 1885 verkreeg de NRS een meerderheidsbelang in de NCS. De NRS werd in 1890 overgenomen door de staat, de exploitatie kwam in handen van de SS. De NCS bleef nog als afzonderlijk bedrijf voortbestaan tot 1934, maar ook hiervan werd de exploitatie in 1919 overgenomen door de SS.

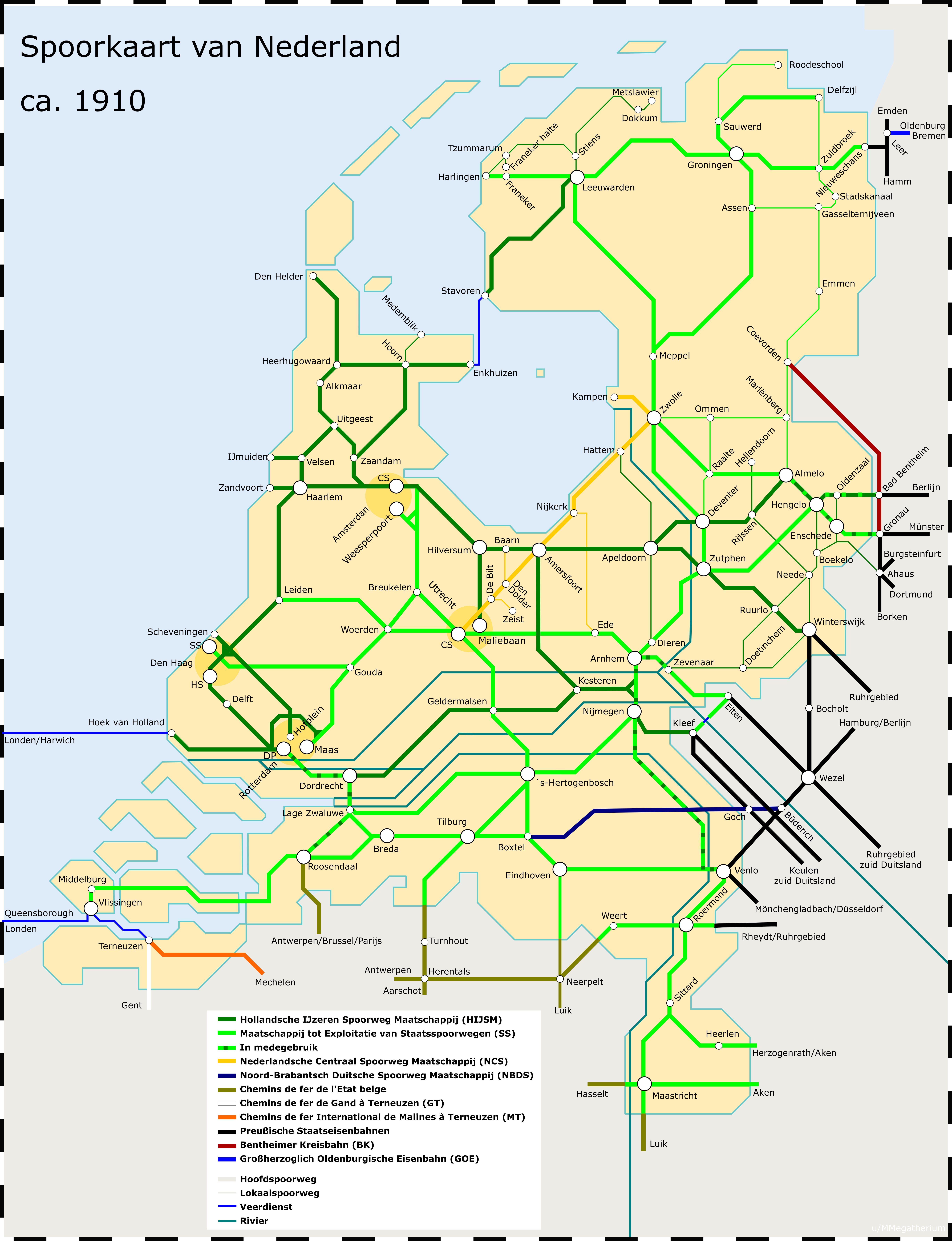
Kaart van het spoorwegennet rond 1910.

Op 1 januari 1911 werden gemeenschappelijke tarieven ingevoerd die geldig waren op de HSM, SS, NCS en de NBDS. De prijs werd berekend volgens de kortste route op het landelijk spoornet. In 1917 gingen, mede als gevolg van de moeilijke omstandigheden tijdens de Eerste Wereldoorlog, de twee grootste maatschappijen, de HSM en de SS, nog meer samenwerken en werd de belangenmaatschap Nederlandse Spoorwegen opgericht. Beide maatschappijen namen de exploitatie over van verschillende andere maatschappijen.
De HSM nam in 1920 de KNLS over, in 1923 werd de ZHESM overgenomen. Vanaf 1926 exploiteerde de HSM ook alle lijnen van de GOLS die in 1928 werd opgeheven, en vanaf 1936 ook de lijnen van de HESM. Uiteindelijk bleven (op enkele kleine maatschappijen na) alleen de HSM en SS over, en op 1 januari 1938 leidde dit tot een fusie en de oprichting van de N.V. Nederlandsche Spoorwegen, waarvan de aandelen volledig in handen kwamen van de Nederlandse staat. De meeste bestaande spoorlijnen werden, uitgezonderd enkele grenstrajecten en lokaallijnen, vanaf 1938 geëxploiteerd door de N.V. Nederlandse Spoorwegen. De Nederlandse Spoorwegen werden hiermee een nutsbedrijf, zie ook  het volgende hoofdstuk. Dit bleef zo tot de reorganisatie van 1995.

### Elektrificatie

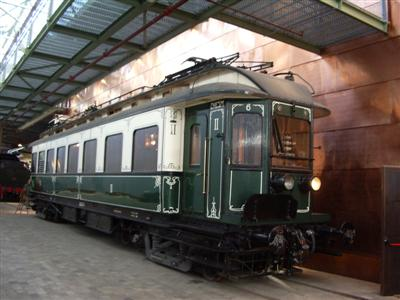
De eerste Nederlandse elektrische trein. ZHESM-motorrijtuig mBC 6 (bouwjaar 1908) in het Nederlands Spoorwegmuseum.

De eerste elektrische spoorlijn in Nederland was de Hofpleinlijn. Geopend op 1 oktober 1908 en geëxploiteerd door de Zuid-Hollandsche Electrische Spoorweg-Maatschappij (ZHESM). Deze lijn was geëlektrificeerd met 10.000 V wisselspanning. Uiteindelijk ontwikkelde de HSM in de jaren twintig een nieuw systeem met 1500 V gelijkspanning, hiermee werd tussen 1924 en 1927 de Oude Lijn geëlektrificeerd. Voor het elektrisch bedrijf op deze lijn werd het Blokkendoosmaterieel (Mat '24) aangeschaft. In de periode 1920-1925 was station Amsterdam Centraal reeds sterk uitgebreid met onder meer een tweede kap in 1924.  Amsterdan ontwikkelde zich daarna, tussen 1927 en 1935, samen met Haarlem, tot het centrum van een geëlektrificeerd net in Noord- en Zuid-Holland met elektrificeerde spoorlijnen en (overstap-)verbindingen naar Alkmaar, IJmuiden, Zandvoort, Rotterdam en Dordrecht die werden bereden met het reeds genoemde buffermaterieel. Het "westen des lands" was daarmee grotendeels geëlektrificeerd.  Eind jaren dertig zou de elektrificatie van het spoorwegnet in Midden Nederland volgen, zie de betreffende paragraaf onder.
Een belangrijke aanleiding voor de elektrificatie was dat steeds vaker baanvakken in of bij de grote steden viersporig moesten worden uitgevoerd, en omdat er   capaciteitsproblemen waren op de spoorlijnen tussen de grote steden. Maar door de elektrificatie van spoorlijnen in Nederland verviel voor decennia de noodzaak om andere spoorlijnen viersporig te maken omdat elektrische treinen sneller zijn en daardoor minder lang beslag leggen op het spoor.
1500 V gelijkspanning werd de standaard voor elektrificatie van spoorlijnen in Nederland en wordt anno 2021 nog altijd gebruikt voor bestaande en nieuwe lijnen voor gemengd vervoer. Voor andere nieuwe lijnen, zoals de Betuweroute (vanaf 2007) en HSL-Zuid (vanaf 2009), is gekozen voor 25 kV wisselspanning met een frequentie van 50 Hz.

### Opheffing en afbraak van spoorlijnen

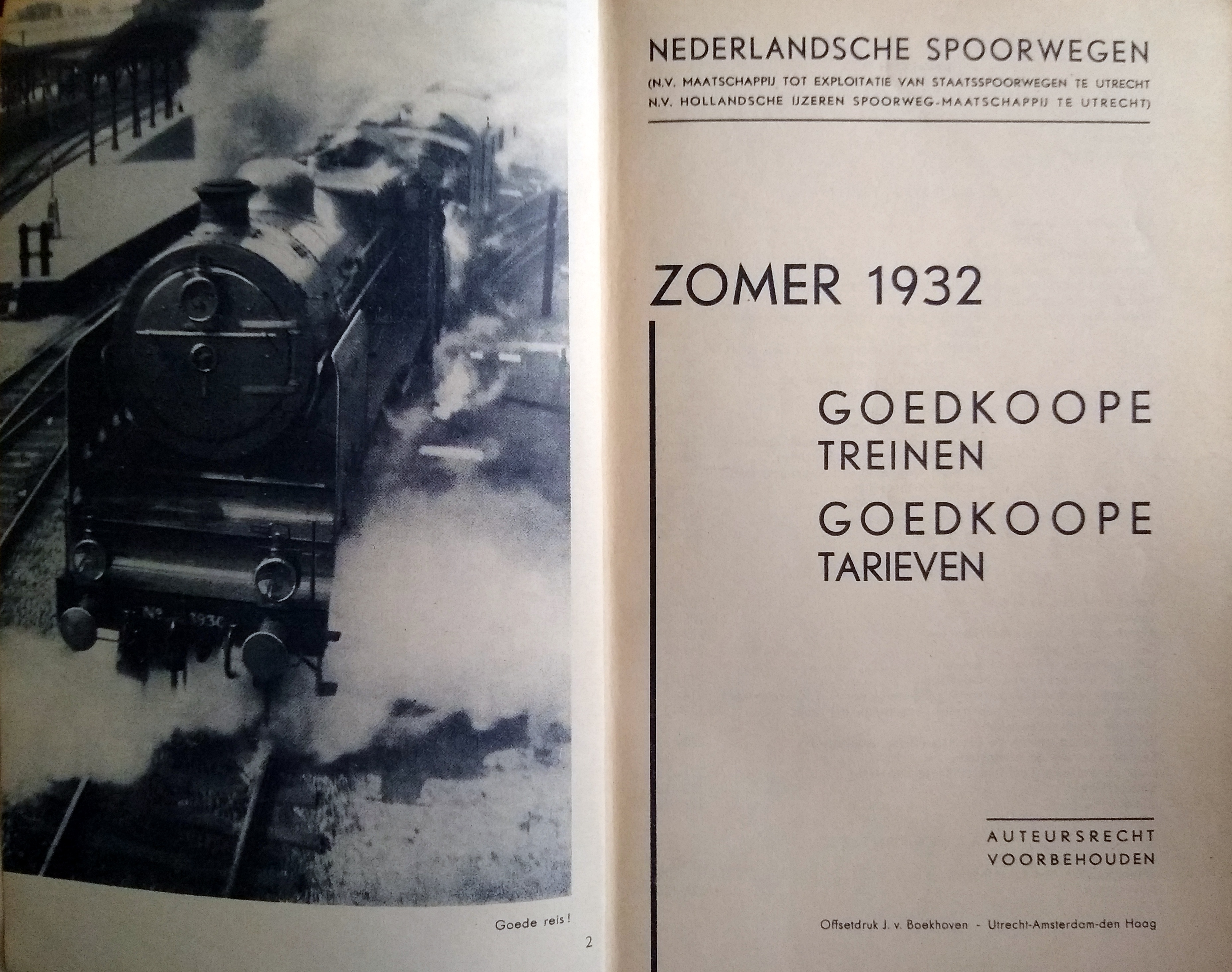
Reclameboekje in de concurrentiestrijd met overig wegvervoer, 1932

Met de opkomst van het wegvervoer werden veel lokale spoorlijnen verlieslatend en opgeheven. De meeste opheffingen kwamen in de jaren dertig en na de Tweede Wereldoorlog. Bovendien werden veel kleinere stopplaatsen langs spoorlijnen opgeheven.
Het goederenvervoer per spoor, dat oorspronkelijk allesomvattend was met stukgoed en aanwezig was in alle stations, werd grondig gerationaliseerd. Vooral in de jaren zestig en zeventig zijn talrijke lokale goederenaansluitingen, rangeerstations, opslagplaatsen etc. verdwenen. Nu is er hoofdzakelijk alleen internationaal goederenvervoer over. Het binnenlands goederenvervoer per trein is in principe alleen per treinlading. Alleen op deze manier kan het spoor concurreren met vrachtauto’s en de binnenvaart. Het personenvervoer ging grotendeels over naar het wegverkeer. Voor het lokaal reizigersverkeer waren bussen goedkoper en die bedienden de lokale plaatsen beter. Spoorstations en haltes waren vaak ver gelegen van de dorpen.

### (Diesel-)elektrisch stroomlijnmaterieel, vernieuwingen Middennet en meer hoogspoor

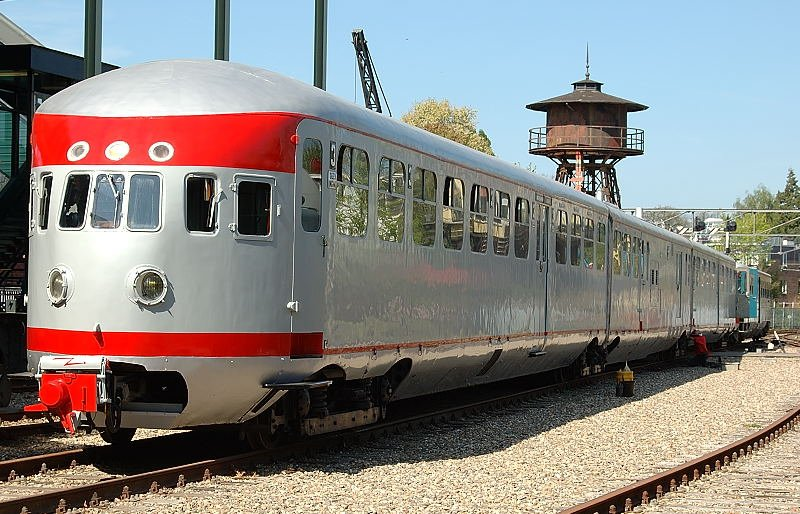
Mat '34, de eerste Nederlandse dieseltrein in het Nederlands Spoorwegmuseum.

In 1934 reed de eerste diesel-elektrische trein in Nederland (Mat '34) op het Middennet waarvan Utrecht het centrum was. (Met de dieseltrein kon toen voor de korte termijn verdere electrificatie, inclusief onderhandelingen met elektriciteitsmaatschappijen, worden uitgesteld.) Mat ' 34 was ook het eerste stroomlijnmaterieel, vanaf 1935 kregen ook alle nieuwe elektrische treinen deze stroomlijnvorm. De stroomlijn sloot aan bij een grote internationale trend, die zich ook voordeed bij de luchtvaart- en de auto-industrie. Het stroomlijnmaterieel van de NS met sterk verbeterd exterieur en interieur was ook een tegenzet op de opkomst van de auto en de (auto)bus. Het materieel had geen houten banken meer, in de toenmalige derde klas waren de banken bekleed met linnendoek of (kunst)leerdoek. Tevens werd hiermee het concept "Treinstel" geïntroduceerd. De eerste kleine serie elektrisch stroomlijnmaterieel betrof Mat '35 dat op de Hoekse Lijn ging rijden. De grote materieelorder van elektrisch stroomlijnmaterieel Mat '36 werd besteld voor de elektrificatie van het Middennet in 1938. Deze elektrificatie en de introductie van het nieuwere materieel viel lokaal deels samen met de Amsterdamse Spoorwegwerken Oost en de Spoorwegwerken te Utrecht waar in beide steden de spoorbaan over kilometers werd verhoogd ten behoeve van het lokale verkeer in die steden. In Amsterdam werden daarbij het Amstelstation en het station Muiderpoort nieuw gebouwd, en het bestaande stationsgebouw  van Utrecht onderging toen een verbouwing.

#### Planning voor begin jaren 1940: meer en langer stroomlijnmaterieel
Na aflevering van het Mat '36 werd in 1939 al snel besloten tot een toekomstige verlenging van dat materieel met een extra bak (vakjargon voor rijtuig of wagon). Bij latere materieelseries zouden ook langere eenheden besteld gaan worden. Voor de belangrijke (nog) niet geëlektrificeerde lijnen werd de DE5 ontwikkeld die een grotere capaciteit had dan de DE3 (Mat '34). Met het oog op een capaciteitsuitbreiding op het bestaande geëlektrificeerde net, en de verdere uitbreiding van het elektrische net werd het onder meer vijfdelige Mat '40 besteld, met veel bagageruimte voor fietsen voor toekomstige dienst op de nog te elektrificeren Gooilijn (Amsterdam-Amersfoort). De Tweede Wereldoorlog doorkruiste deze plannen echter: de DE5 en het Mat '40 werden wel geleverd maar onder oorlogs- en bezettingsomstandigheden.

## 1945-1995: De spoorwegen als nutsbedrijf

### Wederopbouw

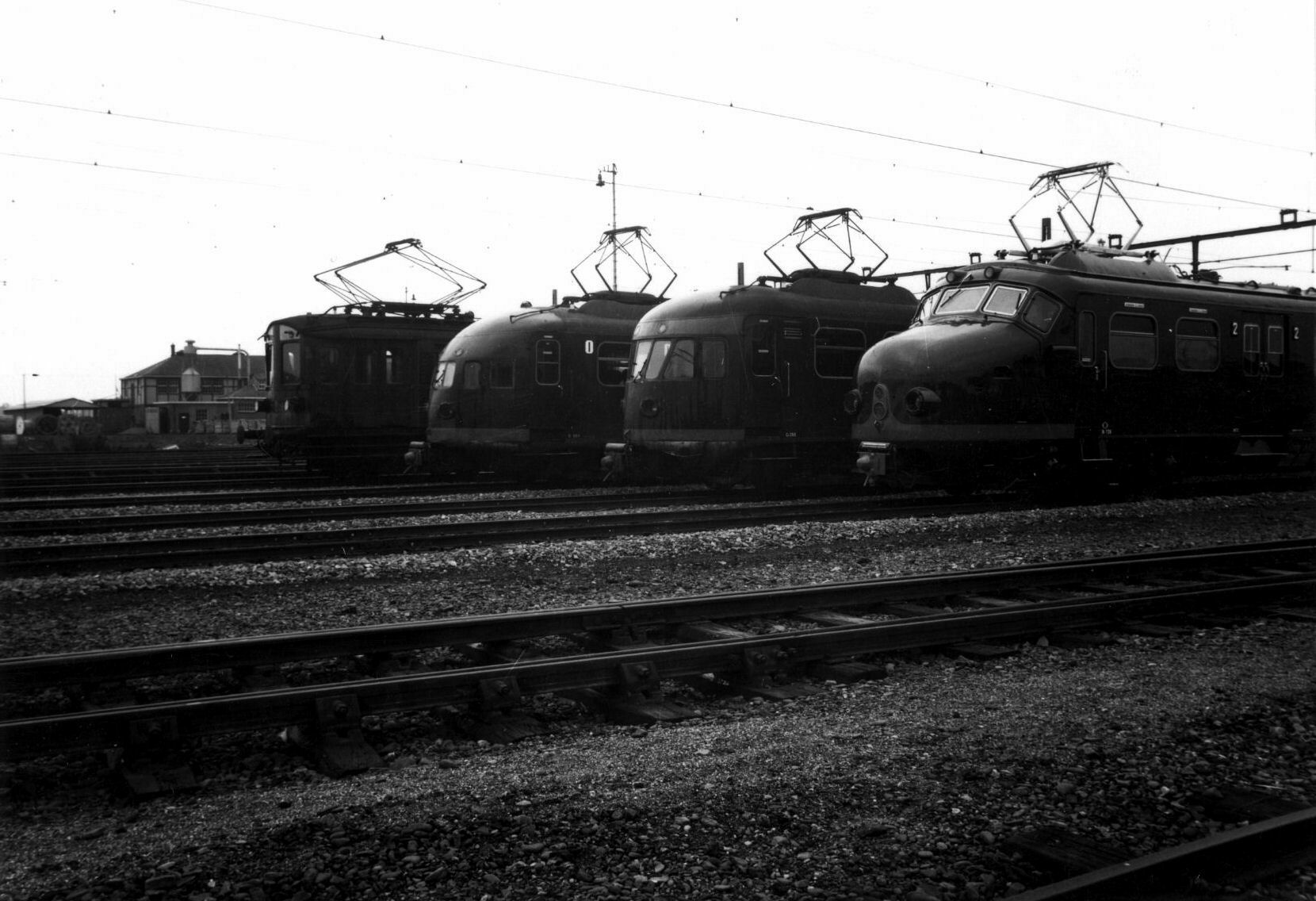
Vier generaties elektrisch reizigers-materieel in 1956. V.l.n.r. Mat. '24 ("Blokkendozen"), Mat. '36, Mat. '46 en Mat. '54 (de Hondekop, de vervanger van Mat '24).

#### Vroege wederopbouw: herstel infrastructuur & materieelbestand
Na de Tweede Wereldoorlog werd met de wederopbouw het Nederlandse spoorwegnet hersteld en tegelijk gemoderniseerd. In de eerste jaren lag de nadruk op het herstel van de vernielde en opgeblazen grote spoorbruggen, de vaste oeververbindingen over de "grote rivieren". Dit was ook van belang voor de aanvoer van kolen uit Zuid-Limburg. Bij sommige bruggen werd zelfs volstaan met tijdelijke (nood)constructies die vanaf 1948, en rond de jaren '50 en '60, werden vervangen door definitieve constructies. Het personeel kreeg te maken met de geleide loonpolitiek, wat pas na 1961 na invoering van de gefaalde lustreinen langzaam werd verminderd. De nadruk lag tot 1948 ook op de her-elektrificatie van de lijnen die in vooroorlogse periode in Noord- en Zuid-Holland, en in het midden van het land, waren geëlektrificeerd. Beschadigd spoorwegmaterieel werd weer hersteld, maar sommige treinstellen kwamen pas begin jaren '50 weer in dienst. Ook ter vervanging van het in de oorlog verloren gegane materieel, werd vanaf 1948 een groot aantal nieuwe elektrische- en diesellocomotieven en stroomlijntreinstellen (zoals Mat '46) in dienst genomen. Deze nieuwe generatie elektrische treinen was niet meer gebouwd voor een bepaalde spoorlijn of voor een bepaald deel van het land, maar voor het gehele land, aangezien na afloop van de oorlog tot elektrificatie van het gehele hoofdnet was besloten. De NS koos bewust voor elektrische treinen om het materieelbestand weer aan te vullen: er zou daardoor langer een tekort aan spoorwegmaterieel zijn, maar op de langere termijn zou Nederland door het gebruik van elektrische treinen veel kolen(import) en daarmee  deviezen besparen. Voor de diensten op de secundaire lijnen, oftewel nevenlijnen (zie onder meer Noordelijke Nevenlijnen), werden later, in de eerste helft van de jaren '50, kleinere dieseltreinen in dienst genomen met als bijnaam, de Blauwe Engel. Elektrisch- en dieselmaterieel was zowel economisch als in het gebruik ook meer efficiënt en effectief dan de stoomlocomotief (een stoomlocomotief was langzamer, moest bij eindpunten gekeerd worden, en was technisch veel meer bewerkelijk in het gebruik (smering etc.)). 
Steden met veel oorlogsschade kregen nieuwe stations zoals Arnhem in 1954 en Rotterdam in 1957. Waar bij de vroege wederopbouw de nadruk lag op herstel, ging in de latere jaren de nadruk steeds meer liggen op vernieuwing en verbetering. Het beschadigde station Rotterdam Delftsche Poort bijvoorbeeld, werd omgebouwd tot een "Centraal Station".

#### Late wederopbouw: modernisering materieelbestand, verbetering infrastructuur
Per 3 juni 1956 werd in Europa overgegaan op een tweeklassensysteem. De toenmalige derde klasse werd de huidige tweede klas, de toenmalige tweede klasse werd eerste klas. De oorspronkelijke eerste klasse, die in veel treinen niet aanwezig was, werd afgeschaft. De laatste nog in gebruik zijnde houten rijtuigen werden in 1956 niet omgeklasseerd maar buiten dienst gesteld. Deze werden toen onder meer vervangen door de toen nieuwe rijtuigen Plan E. Deze rijtuigen werden op de langere afstanden ingezet en getrokken door nieuwe elektrische locomotieven (zoals de NS 1100, NS 1200 en NS 1300). Nieuwe diesellocomotieven gingen in de jaren 1950 op niet-geëlektrificeerde trajecten als trekkracht dienen voor zowel vooroorlogse als naoorlogse rijtuigen waarbij stoomlocomotieven vervangen werden. De stoomtrein verdween door al het nieuwe materieel inclusief de reeds genoemde kleinere dieseltreinen in september 1956 uit de gewone reizigersdienst. Maar tot zeker in het voorjaar van 1957 werden nog steeds stoomtreinen ingezet op bijvoorbeeld militairentreinen en voortreinen. Deze allerlaatste stoomtreinen in de reizigersdienst konden dankzij verdere elektrificatie en door de instroom van de Hondekoppen vanaf 1956 (zie onderstaande paragraaf) ook vervangen worden. En met de instroom van meer diesellocomotieven (NS 2200 en NS 2400) in de goederendiensten waren ook daar steeds minder stoomlocomotieven  nodig, en uiteindelijk reed op 7 januari 1958 de laatste stoomtrein in reguliere dienst in Nederland. De "ontstoming" en "van stoom tot stroom" waren begrippen in die tijd. 
Waar in het begin van de wederopbouwperiode net na de oorlog de nieuw aangeschafte treinen zoals het Mat '46 sober werden ontworpen en gebouwd vanwege de materiaalschaarste kon later in de wederopbouwperiode meer degelijk (en zwaarder) materieel worden aangeschaft zoals de Hondekop (Mat '54). De bijnaam kwam door de botsneus ter bescherming van de machinist: alle rond de jaren '60 nieuw af te leveren treinstellen zouden een soort botsneus krijgen. De Hondekop was vooral een vervanging voor de toen 30 jaar oude Blokkendozen Mat '24 die houten banken hadden en die slechts 100/110 km/h konden rijden (het betrof de eerste grote serie vooroorlogs elektrisch materieel in Nederland). Waar het Mat '24 voor de diensten in Noord- en Zuid-Holland was gebouwd, werd de Hondekop door het gehele land ingezet, vooral in de lange afstandsdiensten. Met de vervanging van het buffermaterieel Mat '24 op 30 mei 1959 bestond tot aan oktober 1960 (introductie Plan U), al het binnenlandse reizigersmaterieel, op de locomotieven en de rijtuigen na, volledig uit diverse typen en generaties stroomlijnmaterieel dat in de meeste gevallen onderling koppelbaar was.
Ook op het gebied van infrastructuur verschoof het accent van herstel naar vernieuwing. De vervanging van de Velserspoorbrug door de Velserspoortunnel in 1957 was hierbij een belangrijke mijlpaal, het was de eerste spoortunnel in Nederland. Nadat in de vooroorlogse periode voornamelijk in de grotere steden van Nederland zoals Amsterdam, Den Haag, Haarlem, Rotterdam en Utrecht het spoor verhoogd is om het aantal (gelijkvloerse) overwegen in de stad te verminderen gebeurde dit na de Tweede Wereldoorlog ook in minder grote steden en plaatsen zoals Leiden (1953 ), Eindhoven (1953 ), Heemstede (1958), Schiedam (1959 ), Tilburg (1964 ), Delft (1965) en Breda (1972 ). De meeste van deze steden kregen (dus) ook een nieuw verhoogd station. De wederopbouwperiode ging hier over in het tijdperk van de consumptiemaatschappij waarbij ook in minder grote steden steeds meer plaats werd gemaakt voor de auto.

### Problemen door de welvaartsstijging
In de jaren 1960 kwamen de spoorwegen in steeds grotere financiële moeilijkheden:
- In het reizigersverkeer kwam dat doordat de auto beschikbaar kwam voor steeds meer lagen van de bevolking, ook het snelwegennet werd in die tijd enorm uitgebreid.
- In het goederenverkeer gebeurde hetzelfde: vrachtwagens en snelwegen werden steeds belangrijker in het goederentransport.
- In de jaren 1960 stapte Nederland over op het in Slochteren gevonden aardgas. Het winstgevende kolenvervoer uit Zuid-Limburg viel daarmee volledig weg.
- In de jaren 1960 kwam er, door de toegenomen welvaart en het loslaten van de geleide loonpolitiek, een landelijke loongolf in de meeste sectoren en dat raakte de NS als organisatie met veel werknemers hard.
- Het internationale reizigersverkeer, dat naar verhouding klein was, kreeg daarbij te maken met de opkomst van het vliegverkeer: steeds grotere vliegtuigen maakten het vliegtuig voor steeds meer mensen toegankelijk.

#### Stoptreinmaterieel en voorstadstations
Ondanks deze problemen zette de NS de modernisering van het materieel voort met de instroom van het Mat '64: een nieuwe en eerste generatie stoptreinmaterieel dat veel sneller kon optrekken en met tal van technische vernieuwingen zoals automatische met de knop bedienbare zwenkzwaaideuren, en  centrale deursluiting door de conducteur. Door deze veranderingen was dit materieel niet te koppelen met het stroomlijnmaterieel. Mat '64 was onder meer bedoeld als totale vervanging van het vooroorlogse materieel Mat '36 en Mat '40 dat in de jaren '60 het oudste materieel was geworden en vooral in de stoptreindiensten terecht was gekomen. Door verdere elektrificatie en door dieseltreinstellen als Plan U en rijtuigen zoals Plan W die ook in de jaren '60 zijn afgeleverd, was het ook mogelijk om vooroorlogse diesels zoals de DE3 en vooroorlogse wagons uit dienst te nemen. Meerdere vooroorlogse materieelseries waren door de jaren heen steeds meer gevoelig geworden voor defecten. Het nieuwe stoptreinmaterieel met betere acceleratie kwam juist vanaf deze jaren '60 en jaren '70 goed tot zijn recht omdat er steeds meer zogenaamde voorstadstations werden geopend: kleine stations, meestal in of bij de naoorlogse (flat)wijken in de grotere steden van Nederland zoals Rotterdam Lombardijen, Utrecht Overvecht, Arnhem Presikhaaf, Nijmegen Dukenburg en Tilburg Universiteit (Tilburg West). Deze voorstadstations, soms met stationsgebouwen van het type Sextant, waren ook bedoeld om stations weer dichter in het bereik van de klant te krijgen die, steeds vaker in het bezit van een auto, massaal in de naoorlogse (flat)wijken was gaan wonen. Dit was een van de eerste maatregelen van de NS om reizigers, die waren overgestapt op de auto, weer terug in de trein te krijgen, zie verder de volgende paragraaf.

### De Nederlandse Spoorwegen als gesubsidieerd nutsbedrijf

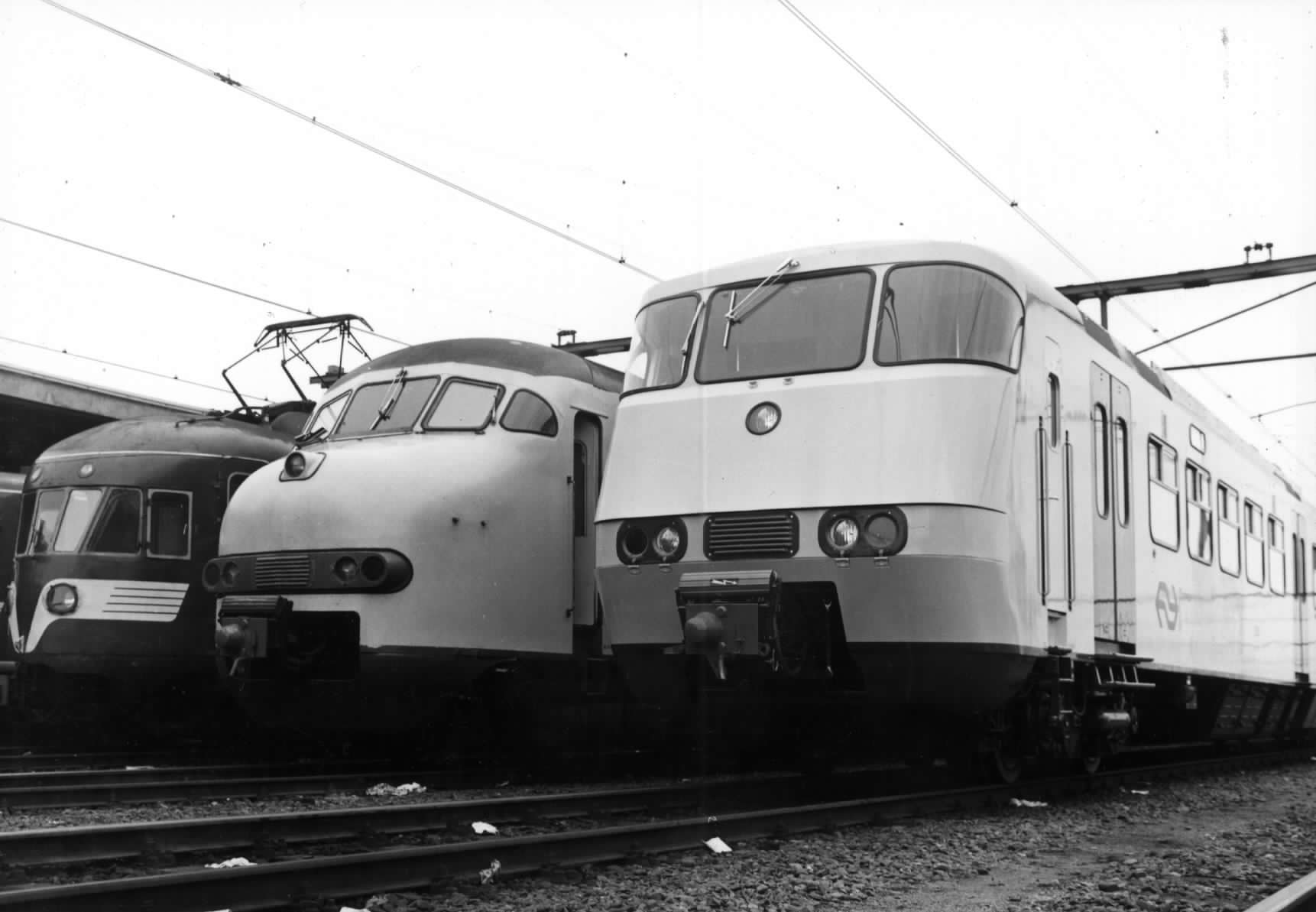
Afbeelding van drie generaties (stop)treinen in de jaren '70: v.r.n.l. de Sprinter (Mat '74), Mat '64 en Mat '46 (die door de Sprinter uiteindelijk vervangen zou worden. Het Mat '54, de Hondekop, een langeafstandstrein uit de jaren '50 staat niet op deze 'line up').

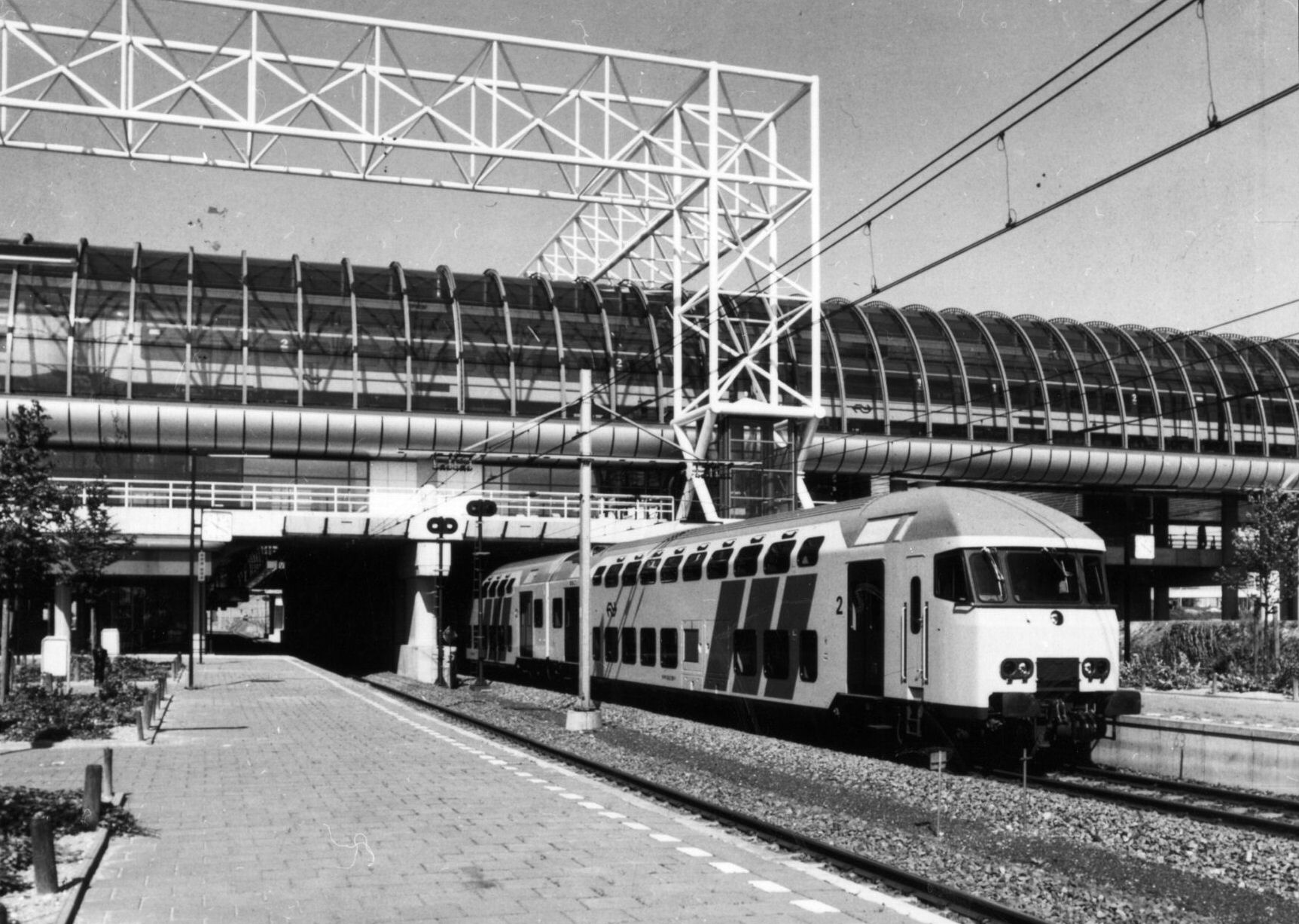
Tijdsbeeld jaren ' 80: het nieuwe kruisingsstation Sloterdijk in 1986 met beneden een relatief nieuwe dubbeldekker richting Zaandam (via de drie jaar oude Hemtunnel) en boven een toen relatief nieuwe Koploper uit Schiphol (via de nieuwe spoorlijn tussen Schiphol en Amsterdam CS).

#### Ingrijpen door NS en overheid, nieuwe spoorlijnen en andere spoorwegbeleidstrends
Als tegenreactie op de bovengenoemde problemen kwam de NS met het plan Spoor naar '75 waarbij Spoorslag '70 (in 1970) een zeer belangrijk onderdeel was. Elementen uit Spoorslag '70 waren onder meer een klokvaste dienstregeling met een veel hogere frequentie waarbij dus (veel) meer treinen gingen rijden. De meeste treinen zouden hierbij geel zijn, de nieuwe huisstijl van de NS vanaf 1968 (introductie op het traject Utrecht-Leiden). De gele kleur werd daarna ook door veel (inter)lokale bus- en trambedrijven overgenomen. Ook het huidige (2023) NS-logo werd toen geïntroduceerd, de introductie van nieuwe bedrijfslogo's bij spoorwegmaatschappijen was toen ook een internationale trend. De Intercity-trein, een concept uit Groot-Brittannië, werd met Spoorslag '70 ook in Nederland geïntroduceerd, en vanaf 1971 ook in Duitsland. Zowel de overheid als de EEG wilden dat de trein niet verdween maar beschikbaar bleef: bijvoorbeeld voor mensen die niet konden beschikken over een auto, rond 1975 gingen steeds meer West-Europese overheden de spoorwegen subsidiëren. De spoorwegen en overheid wilden verlieslatende spoorlijnen in de perifirie van het land niet sluiten vanwege hun  aanvoerfunctie/"feederfunctie" voor de hoofdlijnen die nog wel winstgevend waren. Daarnaast zag de overheid in Nederland een rol voor de NS weggelegd in het forensenvervoer richting de in de jaren 1970 in ontwikkeling zijnde groeikernen en voorsteden. Dit paste bij een internationale trend waarbij in steeds meer Europese steden metro-achtige treinen voor de verbindingen met de voorsteden zouden zorgen zoals de S-Bahn in Duitsland en de RER in Parijs. In 1977 kon de NS dan ook, nadat ze jarenlang spoorlijnen heeft moeten sluiten, de Zoetermeerlijn naar Den Haag in dienst nemen.
Ook de lijn naar Rhenen werd in 1981 gereactiveerd (de Veenendaallijn), zodat (de toenmalige nieuwbouwwijken in) Veenendaal een goede verbinding met Utrecht zou(den) hebben. De Flevolijn die in 1987 en 1988 door de Flevopolder in de provincie Flevoland in gebruik is genomen paste ook binnen dat concept vanwege de groeikernen Almere en Lelystad. Voor de groeikern Nieuwegein heeft de NS, na een planwijziging, in 1983 een sneltramlijn in gebruik genomen en geen spoorlijn aangelegd.
Een ander speerpunt van de NS in die tijd was de spoorlijn via Schiphol die tussen 1978 en 1993 in fasen werd geopend. Dit paste bij een andere Europese trend waarbij steeds meer luchthavens werden aangesloten op het spoor. In Nederland had deze lijn als extra functie het ontlasten van de bestaande spoorlijn door de westelijke Randstad.

##### Introductie Sprinter

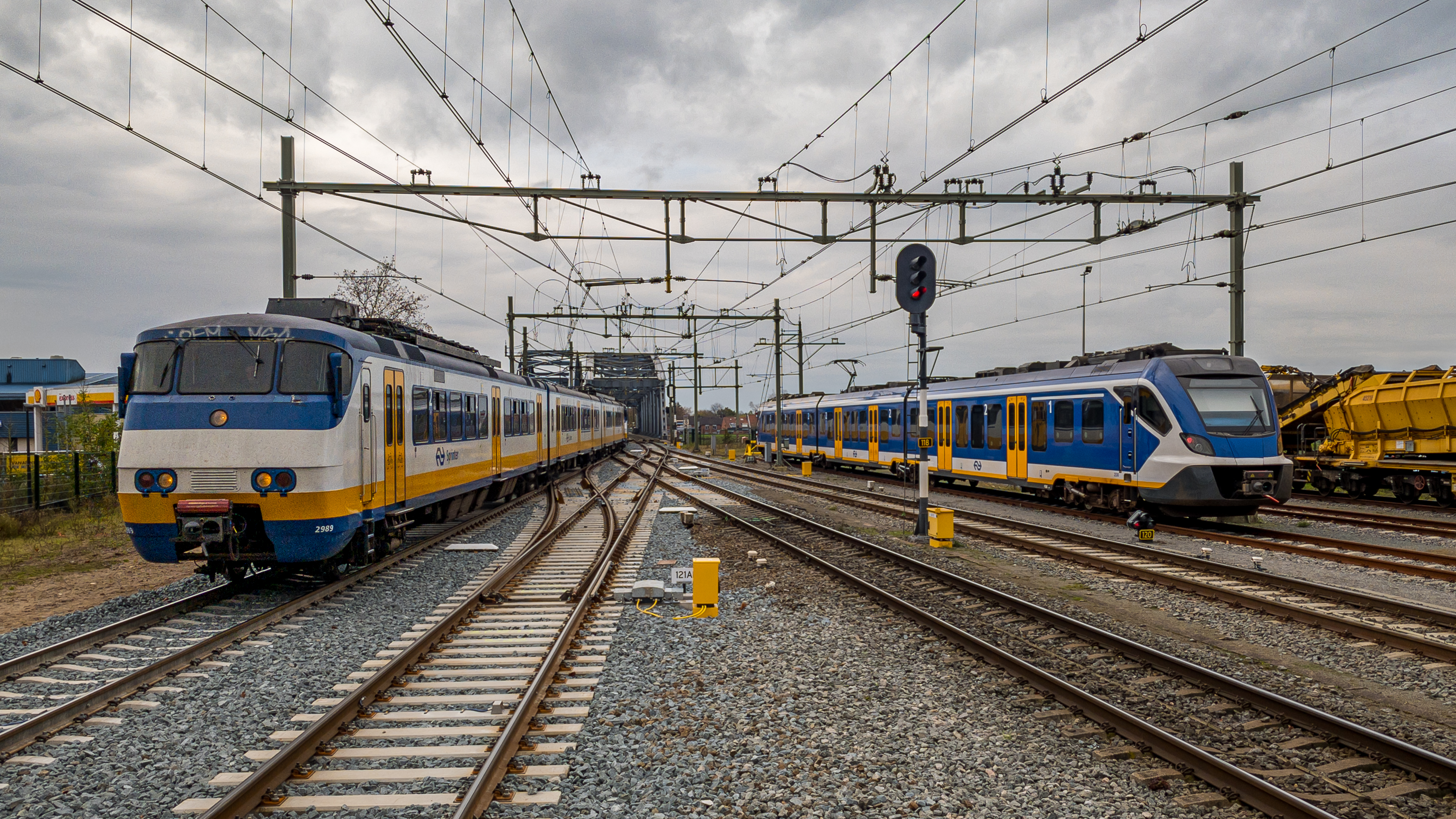
Oudste (links) en nieuwste generatie Sprinter: de nieuwste heeft de oudste inmiddels al volledig vervangen.

Voor het vervoer naar de in de bovenstaande paragraaf genoemde groeikernen, maar ook voor het vervoer binnen de stadsgewesten, werd in de jaren 1970 ook nieuw materieel ontwikkeld: het zogenaamde Stadsgewestelijk Materieel met als bijnaam de Sprinter dat zich in de 21e eeuw ook zou ontwikkelen tot de treindienstsoort Sprinter. De bijnaam kwam omdat dit materieel nog sneller kon optrekken dan het Mat '64. Het was de eerste serie die, vanaf het eerste treinstel, in het buitenland (bij Waggonfabrik Talbot in Aken) was gebouwd maar NS-treinen zouden nog wel tot 2000 door de NS zelf worden ontworpen. Het materieel had geen stroomlijnvorm meer, en ook niet de karakteristieke (bots)neus zoals bij de Hondekop of het Mat '64. De eerste series van dit materieel reden vooral in de regio's van Rotterdam en Den Haag: op de Hoekse Lijn, Zoetermeerlijn en de Hofpleinlijn. Naarmate er meer van deze treinen instroomden verschenen de Sprinters ook in Noord-Holland en op andere plaatsen. Op sommige van deze trajecten verving de Sprinter het Mat '46 dat in de jaren 1970 het oudste materieel was geworden en daardoor in de stoptrein- en in de spitstreindiensten terecht was gekomen. Toen de instroom van de nieuwe Sprinters in 1983 bijna voleindigd was kon het Mat '46, dat niet zo'n goede rijeigenschappen had, buiten dienst gesteld worden. Het betrof  het laatste elektrische stroomlijnmaterieel met de spitse neus, in de 21e eeuw ook wel de Muizenkop genoemd. Daarmee begon in deze periode ook het buitendienst stellen van het eerste naoorlogse materieel, zie de volgende paragraaf. De (gemoderniseerde) Plan X-stroomlijn-dieseltreinstellen bleven overigens tot 1998 in dienst.

#### Uitbreiding en vernieuwing: spoorwegmaterieel
De opening van de eerder genoemde nieuwe spoorlijnen vanaf 1977 tot en met 1993 viel samen met een grootschalige vervanging van het naoorlogse materieel uit de wederopbouwperiode. Dat materieel werd rond de jaren '50 in groten getalen aangeschaft ter vervanging van het verloren gegane materieel in de oorlog en voor de toenmalige modernisering van het spoorwegnet waaronder de grootschalige elektrificatie en het buitendienststellen van stoomtreinen. Deze grote hoeveelheid verouderd materieel zoals het reeds genoemde Mat '46, maar ook het Plan E, het Mat '54 en het Plan X werd vanaf de jaren '80 onder meer vervangen door de instroom van de reeds genoemde Sprinters, en verder de Intercityrijtuigen (ICR), de Koplopers en de Wadlopers. Uniek voor Nederland toen in 1985 was de in gebruik name van Dubbeldeksmaterieel, voornamelijk voor het forensenvervoer in de spits van Amsterdam naar (de groeikernen in) de kop van Noord-Holland alwaar deze rijtuigen ook de laatste rijtuigen Plan E vervingen. 
Waar de voor korte afstanden bedoelde Sprinters, Wadlopers en Dubbeldekkers tamelijk sober waren ingericht, werden de ICR en de Koplopers ontworpen volgens het in 1970 geïntroduceerde Intercity-concept. Er werden daarbij ook extra  Intercityrijtuigen en Koplopers besteld omdat het aantal Intercitydiensten toenam. Het intercitymaterieel had naast automatische buitendeuren ook, als eerste, automatische binnendeuren. De stoelen in de eerste klas waren verstelbaar en zowel in de eerste klasse als tweede klasse had de reiziger de beschikking over leeslampen en over luchtdouches die ook in touringcars van die tijd gebruikelijk waren. De spoorwegen wilden met dit comfort beter aansluiten bij de standaarden die in de auto en in het vliegtuig gebruikelijk waren geworden. Door deze materieelvervanging (en door revisies inclusief beschildering) verdween ook het laatste materieel van de baan dat nog de oude niet gele huisstijl uit de late jaren 1950 had, en de vijfharige gele 'snor' uit de vroege jaren 1960. Ook verdween hiermee het materieel zonder centrale automatische deursluiting. Al het materieel vanaf die tijd kon halteren zonder dat de conducteur de hele trein hoefde langs te lopen. De materieelvervanging en de nieuwe spoorlijnen, en de stations-nieuwbouw en -verbouw in die tijd, gaven de spoorwegen in de loop van de jaren 1980 een vernieuwd aanzien, zie ook de foto van Station Sloterdijk in het rechterkader.
De oudste typen Hondekoppen met asbest zijn in 1993 na aflevering van alle Koplopers buitendienst gegaan. Vanaf het begin van de jaren 1990 zou het accent verschuiven van  materieelvervanging, uit de wederopbouwtijd, naar uitbreiding van het materieeelbestand. Dit vanwege de introductie van de OV-studentenkaart en het plan Rail 21. Er kwamen twee vervolgseries 'stoptrein-dubbeldekkers' in dienst. Deze dubbeldekkers, met de 'appelgroene' banken in de tweede klas, kwamen in eerste instantie in Noord-Holland en Flevoland te rijden. Op het in 1993 geopende kruisingsstation Duivendrecht waren ze daar daarom op beide niveaus te zien. Vanaf 1994 reden de eerste meer comfortabelere  dubbeldekkers, de Regiorunners, op proef in Nederland als stoptrein. Ze waren toen ontworpen en ingericht als InterRegiotrein, zie in het volgende hoofdstuk: "Sinds 1995: Reorganisatie en concurrentie...", de paragraaf Materieel.

#### Uitbreiding en vernieuwing: infrastructuur
Door Spoorslag '70 reden veel meer treinen op een spoorwegnet dat, qua spoorcapaciteit grotendeels uit de 19e eeuw stamde. Stations in kleinere plaatsen uit die tijd werden rond de jaren 1970 vervangen door kleinere en meer sober uitgevoerde stations of wachtruimten. Met betrekking tot de infrastructuur werd de inzet van de NS in de jaren 1970 en de jaren 1980  om de verouderde infrastructuur op de politieke agenda te krijgen zodat er geld beschikbaar kwam voor betere infrastructuur. De grootste knelpunten betroffen de grote bruggen in Rotterdam (de Hef) en bij Amsterdam (de Hembrug) die regelmatig voor de (zee)vaart geopend moesten worden en ook gezien hun levensduur toe waren aan vervanging. Vanaf de jaren 1970, maar meer vanaf de jaren 1980 is men begonnen met diverse grotere bouwprojecten (zoals de Willemspoortunnel, fly-overs, of hogere bruggen) om onder meer deze twee knelpunten op te heffen. Vanaf 1983 werden de resultaten van dit beleid steeds beter zichtbaar met de opening van de Hemtunnel, en door het oplossen van twee andere kleinere knelpunten in de jaren 1980 (de Brug bij Westervoort en de vrije kruising bij Lage Zwaluwe). Vanaf de jaren 1990 kwam dit beleid in een grote stroomversnelling omdat de overheid de spoorwegen steeds meer begon te zien als alternatief voor de auto vanwege de congestie (fileproblematiek) en vanwege het toegenomen milieubewustzijn. De trein werd niet meer (alleen) gezien als een vervoermiddel voor mensen die zich (nog) geen auto konden veroorloven, maar ook als alternatief voor autobezitters. De overheid wilde forensen een alternatief bieden zodat er op de snelwegen genoeg ruimte overbleef voor zakelijk verkeer. De NS introduceerde in 1988 Rail 21 om haar vervoerscapaciteit te verdubbelen en de overheid nam dit plan grotendeels op in haar eigen nota's en stelde miljarden guldens beschikbaar om het spoorwegenet uit te breiden: veel trajecten in en rond de Randstad werden vanaf de eerste helft van de jaren 1990 viersporig opgeleverd, zoals de toen nieuwe spoorbrug bij Gouda rond 1992 en de reeds genoemde Willemsspoortunnel met het ondergrondse station Rotterdam Blaak in 1994. Met OV-kaarten voor (toen) dienstplichtigen en OV-kaarten voor studenten zorgde de overheid voor flankerend beleid.

## Sinds 1995: Reorganisatie en concurrentie van andere spoorwegmaatschappijen

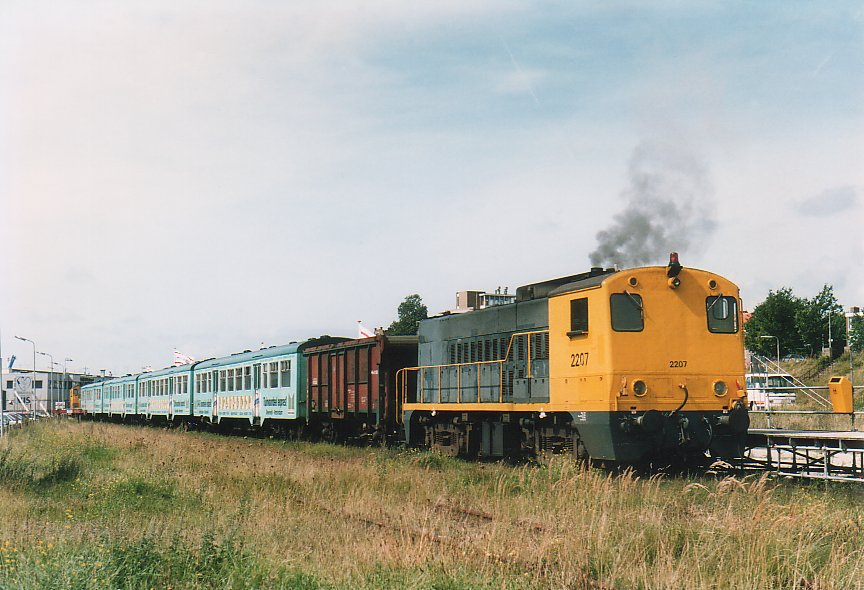
De eerste concurrent sinds decennia op het Nederlandse spoor: Lovers Rail Kennemerstrand Express te IJmuiden in 1997.

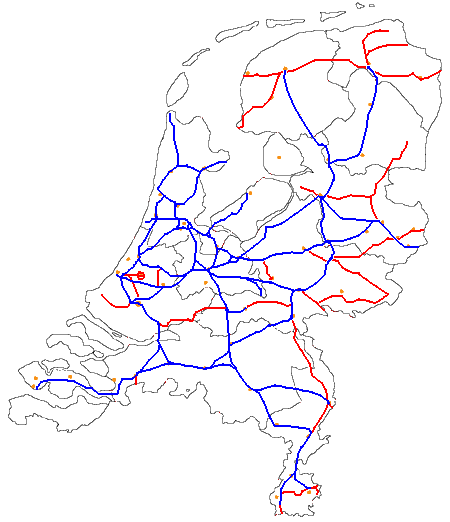
Kaart van het hoofdrailnet in 2005.

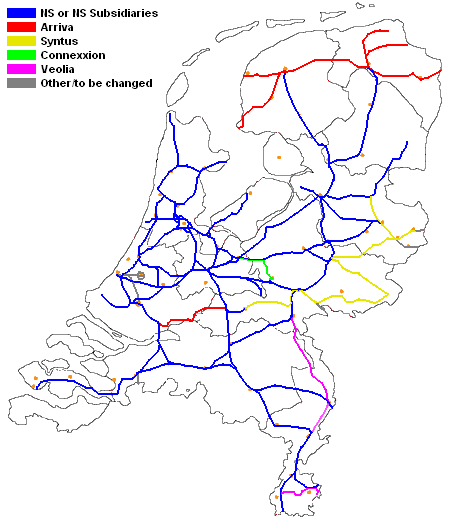
Kaart van Concessies spoorwegen in 2007.

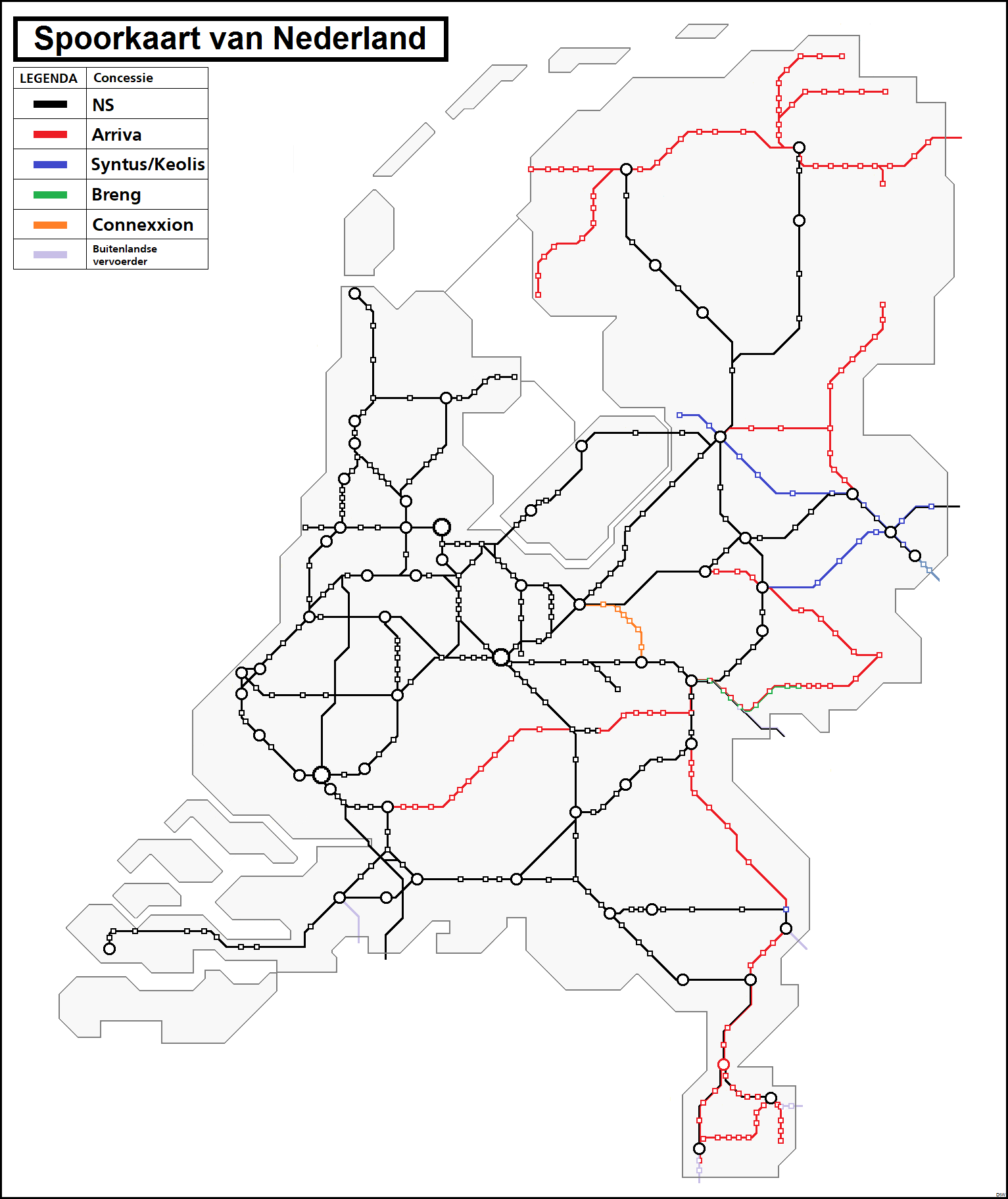
Kaart van Concessies spoorwegen in 2017.

In de jaren negentig werden de Nederlandse Spoorwegen gereorganiseerd, waarbij het bedrijf werd gesplitst: beheer en exploitatie van de spoorlijnen werden gescheiden. Beheer en onderhoud van de infrastructuur werd gezien als taak van de overheid, dit werd ondergebracht bij ProRail. De exploitatie werd onderverdeeld onder NS Reizigers en NS Cargo. Voortaan zou het niet meer vanzelfsprekend zijn dat treinen werden geëxploiteerd door NS, ook andere bedrijven moesten de mogelijkheid krijgen treinen te laten rijden over het Nederlandse spoor, zowel in reizigers- als goederenvervoer.

### Reizigersvervoer
Het reizigersvervoer van NS werd ondergebracht in NS Reizigers.
In 1996 was er voor het eerst sprake van concurrentie in het reizigersvervoer, in de vorm van Lovers Rail, dat treindiensten ging onderhouden tussen Amsterdam en Haarlem, en vandaar naar de - door NS niet meer bediende - stations in IJmuiden en (voor bezoekers van de Keukenhof) Lisse. Dit bleek uiteindelijk geen succes, en Lovers Rail werd in 1999 opgeheven.
Succesvoller bleken de openbare aanbestedingen van de - door NS vaak onrendabel geachte - regionale lijnen, voornamelijk buiten de Randstad. Als eerste was dit in 1998 de spoorlijn Mariënberg - Almelo die werd overgenomen door Oostnet. In 1999 en 2000 volgden de Noordelijke Nevenlijnen in Friesland en Groningen, die werden overgenomen door NoordNed.
Op de belangrijkste spoorlijnen, die onderdeel werden van het hoofdrailnet, bleef de treindienst in handen van NS, deze concessie loopt tot 2025. De overige lijnen, de zogenaamde gedecentraliseerde treindiensten zijn of worden inmiddels openbaar aanbesteed (of in enkele gevallen onderhands gegund), in sommige gevallen weer aan NS, maar meestal aan andere bedrijven. Anno 2021 zijn naast NS de vervoerders Arriva, Connexxion, Syntus/Keolis, Qbuzz, Abellio en Eurobahn actief in het reizigersvervoer op het Nederlandse spoor.
Een contractsectortreindienst was een treindienst die na de verzelfstandiging van de Nederlandse Spoorwegen door het bedrijf werd aangewezen als onrendabel.
In 1996 heeft het Ministerie van Verkeer en Waterstaat, op basis van onderzoek door NS en adviesbureau McKinsey 30 spoorlijnen aangewezen als onrendabel. Zonder subsidie wilde NS deze lijnen niet exploiteren. Voor 29 spoorlijnen wilde het rijk een exploitatiesubsidie geven. De minister wilde het exploitatiebudget voor de treindienst tussen Almelo en Mariënberg gebruiken voor een busdienst. Reizigersvereniging ROVER, treinreizigers verenigd in actiegroep AlMa en kaderwetgebied Regio Twente protesteerden met succes en er werd besloten om deze spoorlijn als eerste in Nederland openbaar aan te besteden. Dit is gebeurd voordat het Rijk regelgeving had gemaakt voor de aanbestedingen. In die zin is dit een proeftuin voor aanbestedingen geweest. Busmaatschappij Oostnet (nu Connexxion) heeft deze aanbesteding gewonnen en hiermee is de treindienst gedecentraliseerd.
De NS had met de overheid een speciaal contract om het vervoer op de contractsectorlijnen uit te voeren in ruil voor een subsidie van in totaal zo'n 80 miljoen euro van het Ministerie van Verkeer en Waterstaat. Deze contracten hadden een looptijd van een jaar en werden stilzwijgend verlengd. Het Ministerie wilde van de contractsectorlijnen af en ze onderbrengen bij de OV-autoriteiten, de 19 provincies en kaderwetgebieden (later Stadsregio’s, resp. Plusregio’s) in Nederland. In het voorjaar van 2004 onderhandelde het Ministerie van V&W met deze lagere overheden over de overname van sommige lijnen. Inmiddels is de overname voltooid.
In sommige gevallen zijn contractsectorlijnen verdwenen door ze toe te voegen aan het hoofdrailnet. Zo is in de herfst van 2003 besloten om 4 contractsectorlijnen in de Randstad (Weesp – Lelystad, Zaandam – Enkhuizen, Utrecht – Rhenen en Utrecht – Baarn) toe te voegen aan het hoofdrailnet. Ook Houten – Houten Castellum is sinds de opheffing van de tramlijn op 13 december 2008 geen contractsectorlijn meer, Station Houten Castellum is nu gewoon een station aan het hoofdrailnet.
In 2005 is de motie-Hofstra uitgevoerd, om Alkmaar – Den Helder aan het hoofdrailnet toe te voegen. Haarlem – Zandvoort en Haarlem – Alkmaar – Hoorn zijn eind 2005 ook aan het hoofdrailnet toegevoegd.
Op 11 december 2005 zijn de bevoegdheden over de treindiensten op de spoorlijn Groningen – Leeuwarden gedecentraliseerd. In december 2006 volgden de treindiensten op Amersfoort – Ede-Wageningen (gegund aan Connexxion) en Nijmegen – Venlo – Roermond en Maastricht – Heerlen – Kerkrade (gegund aan Veolia). Zwolle – Wierden (Almelo) werd alsnog tijdelijk aan het hoofdrailnet toegevoegd, maar werd gedecentraliseerd nadat in 2013 de Salland-Twentetunnel bij Nijverdal in gebruik werd genomen.
NS heeft in april 2004 het contract voor de lijnen Dordrecht – Geldermalsen en Arnhem – Tiel en de Zoetermeer Stadslijn en de Hofpleinlijn opgezegd. Uiteindelijk is het gelukt deze lijnen toch in exploitatie houden, tot de overname door een andere vervoerder.
- Voor Arnhem – Tiel heeft het Ministerie van Verkeer en Waterstaat Syntus bereid gevonden om de exploitatie op 1 april 2005 over te nemen.
- De spoorlijn Dordrecht – Geldermalsen (Merwede-Lingelijn) werd tot december 2006 geëxploiteerd door NS, de lijn is vervolgens aanbesteed en overgenomen door Arriva.
- De Hofpleinlijn en Zoetermeer Stadslijn zijn overgegaan naar RandstadRail; deze lijnen zijn verbouwd naar sneltram/metrolijnen en maken hiermee geen deel meer uit van het spoorwegnet. NS was eerst van plan eind 2004 te stoppen met de exploitatie van de lijn; uiteindelijk heeft NS de lijn bereden tot aan de definitieve sluiting voor treinverkeer per 3 juni 2006.
- In december 2016 zijn alle lijnen van Veolia Transport Nederland overgenomen door Arriva Personenvervoer Nederland. Sindsdien is Veolia niet meer actief op het Nederlandse spoornet.
- De Hoekse Lijn is per 1 april 2017 van de NS overgedragen aan de RET om, na verbouwing, vanaf 30 september 2019 als metrolijn geëxploiteerd te worden.

### Goederenvervoer
Het goederenvervoer van NS werd ondergebracht in NS Cargo, dat later fuseerde met onder meer de goederentak van de Duitse spoorwegen tot Railion, dat sinds 2008 DB Schenker Rail heet. De eerste concurrent in het goederenvervoer was in 1998 ACTS Nederland BV, later zouden vele anderen volgen.

### Infrastructuur

#### Achterliggend beleid
Sinds de jaren 1990 is er sprake van een verdergaande Europese integratie, waarbij 1992 met het wegvallen van binnengrenzen een belangrijke Europese mijlpaal was. De Nederlandse overheid wilde vanaf 1988 met de Vierde nota ruimtelijke ordening anticiperen op grotere concurrentie van andere EU-landen en zette daarom in op grote versterking van de mainports: de luchthaven Schiphol en de havens van Amsterdam en Rotterdam. De vier grote steden in de Randstad werden aangemerkt als steden die internationaal zouden moeten concurreren. Amsterdam zou van de vier grote steden hierin de rol moeten krijgen van een internationaal zakelijk en financieel centrum. In de praktijk in latere jaren spitste deze rol als financieel centrum zich steeds meer toe op de Zuidas bij het station Amsterdam Zuid. In landen als Duitsland en Frankrijk, maar ook in de EU in het geheel meende onder meer de Minister van Verkeer en Waterstaat eind jaren 1980 al een verschuiving van de economische zwaartepunten naar het zuiden waar te nemen, onder meer omdat het belang van mijnbouwgebieden in het Ruhrgebied en Noord Frankrijk afnam. Het verbeteren van de infrastructuur van Nederland werd als noodzakelijkheid gezien om ook met de nieuwe economische centra in Europa acceptabele reistijden te hebben. Verbetering van de infrastructuur paste ook bij het beleid van de EU om de infrastructuur op Europees niveau te verbeteren met zogenoemde Trans-Europese Netwerken (TEN's).
Het toenmalige toekomstplan Rail 21 van de NS uit 1988 speelde in op de in de Vierde Nota beschreven ontwikkelingen, het hoofddoel van Rail 21 was daarbij om door middel van meer infrastructuur het landelijke dienstregelingsmodel te verbeteren. Met de opname van hogesnelheidstreinen in het dienstregelingsmodel speelde de NS tevens in op de wensen van de regering. In Rail 21 werden ook reeds lopende plannen opgenomen. Het plan Rail 21 bevatte ook (deel)projecten waar in de jaren 1980 nog van af was gezien, maar die alsnog uitgevoerd konden worden. Rond 1990 vastgestelde Rail 21-voornemens werden soms (pas) in de 21e eeuw uitgevoerd. Dat lag meestal aan de omvang waarbij de uitvoering van het project afgestemd moest worden met andere projecten zoals een grote snelwegverbetering.
Het vervolg op de Vierde Nota was de Vierde Nota Ruimtelijke Ordening Extra, die vooral bekend is vanwege de VINEX-wijken. En dat was een reden voor een tweetal grotere infra-projecten in de jaren 2000 en de jaren 2010:  Randstadspoor bij Utrecht en RandstadRail bij Rotterdam, Den Haag en Zoetermeer.

#### Oplossen van knelpunten
In de tweede helft van de jaren 1990 kwamen nog veel uitbreidingen gereed uit het in diezelfde periode weer opgeheven plan Rail 21, vooral 1996 was daarbij een mijlpaal: met name op de Oude lijn (Amsterdam-Rotterdam) en op het traject Gouda-Woerden-Utrecht-Amersfoort werden veel korte en langere viersporig gemaakte baanvakken en/of fly-overs in gebruik genomen. In dat jaar kwam ook het nieuwe station Leiden gereed, ontworpen volgens het Rail 21-concept, met speciale doorrijsporen voor de Thalys en de Beneluxtrein. De dienstregeling op de Oude Lijn en Schiphollijn kreeg daarbij een ander patroon. Daarna werden rond de tweede helft van de jaren 1990 onder meer de Schipholspoortunnel en het station Schiphol zelf in omvang verdubbelt. Ook op andere plekken zoals op het traject Rotterdam-Dordrecht, het traject Boxtel-Eindhoven en bij de Muiderspoorbrug ten noorden van Weesp werden baanvakken, soms fasegewijs, viersporig gemaakt. Ook bij deze projecten zijn plaatselijk fly-overs gebouwd of is gebruikgemaakt van eerder gebouwde fly-overs.

#### Tangentiële verbindingen
Het was kenmerkend voor de eerste helft van de jaren 2000 dat er verbindingsbogen werden aangelegd: de Gooiboog, de Hemboog en de Utrechtboog (de laatste boog werd in 2006 in gebruik genomen). Het kenmerk van dergelijke tangentiele verbindingen is dat ze niet op (het hoofdstation van) de dominante stad in het betreffende landsdeel zijn gericht: voor deze drie bogen Amsterdam Centraal. De Hemboog zorgde voor een goede verbinding tussen Schiphol en het gebied van Noord-Holland noordelijk van het Noordzeekanaal. De Utrechtboog bij het Station Bijlmer Arena maakte rechtstreekse verbindingen mogelijk vanaf Schiphol en het station Amsterdam Zuid naar Utrecht en verder, en was onderdeel van het project waarbij de lijn Amsterdam-Utrecht grotendeels viersporig werd gemaakt, zie de volgende paragraaf. Bij deze verbindingsbogen ging het om deelprojecten waar bij de planning van de Schiphollijn en Flevolijn toentertijd was afgezien. Het alsnog aanleggen hiervan paste ook bij een trend uit de jaren 1990 en de jaren 2000 om, net zoals dat bij een auto het geval is, meer rechtstreekse, snellere, dus ook tangentiële verbindingen aan te bieden, vooral richting de Zuidas en Schiphol vanwege de congestie op de weg en om station Amsterdam Centraal te ontlasten. Deze trend begon al met de verlenging van de zuidtak van de Ringspoorbaan ter voltooiing van de Schiphollijn in 1993. En op lokaal niveau pasten de ingebruikname van de tangentiële Metrolijn 50 via de Zuidas in 1997, en de "Hoogwaardig Openbaar Vervoer"-busbaan via Schiphol, de Zuidtangent in 2002, ook bij deze trend.

#### Omvangrijke infra-projecten
Grote projecten in de jaren 2000 waren de aanleg van de HSL Zuid en van de Betuweroute. Er is hierbij gebruikgemaakt van een fonds van aardgasbaten. Hoewel Rail 21 als beleidsplan werd verlaten werden sommige onderdelen nog wel uitgevoerd, zoals het grotendeels vier-sporig maken van het spoor tussen Amsterdam en Utrecht. Vanwege de naderende voltooiing van de HSL Zuid, Betuweroute en de verdubbeling van het traject Amsterdam Bijlmer ArenA - Utrecht is in 2007 de dienstregeling grondig herzien, het was de grootste herziening sinds Spoorslag '70. Door de in de bovenstaande paragraaf genoemde Utrechtboog bij het Station Bijlmer Arena zou de viersporige gemaakte lijn Utrecht-Amsterdam Bijlmer-ArenA ook een belangrijke functie krijgen voor rechtstreeks treinverkeer naar het station Amsterdam Zuid en Schiphol. De spoorlijn Amsterdam Bijlmer ArenA - Utrecht werd bij het viersporig maken als een semi-hogesnelheidslijn voorbereid op een maximumsnelheid van 200 km/h, aansluitend op een mogelijke HSL Oost tussen Utrecht en Arnhem. Het plan om de lijn viersporig te maken is een van de Rail 21 projecten die niet in de jaren 1990 zijn uitgevoerd maar later, onder meer vanwege de omvang en afstemming met andere plannen zoals de verbreding van de A2 in de Corridorstudie Amsterdam-Utrecht (CAU). Naast de grote projecten als de Betuweroute en de HSL Zuid werden verzoeken voor andere grote projecten afgewezen zoals de HSL Oost en de Zuiderzeelijn. De investeringen in de HSL Oost werden te hoog geacht in verhouding met de (geringe) reistijdwinst. Ook voor de Zuiderzeelijn is onder meer een HSL-variant overwogen (HSL-Noord) maar na jarenlang beraad werden alle opties onhaalbaar geacht. Als alternatief heeft ProRail de Hanzelijn aangelegd en in 2012 in gebruik genomen, ook deze lijn is voor een voor Nederlandse begrippen hoge snelheid van 200 km/h aangelegd. Vanwege onder meer deze grote projecten zijn later, in de loop van de jaren 2010-2019, bijna tegelijkertijd een groot aantal grote stations verbouwd, vernieuwd en uitgebreid.

#### Vinex
Randstadspoor was een project uit de jaren 2000 en de jaren 2010 dat, ondanks dat het op (de Vinex-loxaties in) de provincie Utrecht gericht was, toch een grote omvang kreeg en daardoor ook hoogfrequent Intercity-vervoer naar en van Utrecht mogelijk maakte. In het kader van dat project werd namelijk het spoor tussen Woerden en Houten  viersporig gemaakt. Het project was (dus) onder meer bedoeld ter ontsluiting van Vinex-locaties door Sprinter-treinen, zoals Leidsche Rijn en Houten Zuid. Voor de Vinexlocaties in de stadsregio van Den Haag, zoals Ypenburg bij Nootdorp, is toen gekozen voor de ombouw van spoorlijnen naar Lightrail in het kader van het project RandstadRail. Verder zijn in alle vier de grote steden voor de Vinex-locaties metrolijnen en/of (snel)tramlijnen verlengd of aangelegd. In Den Haag, Rotterdam en Utrecht is bij de grote stationsuitbreidingen ook rekening gehouden met het project RandstadRail respectievelijk Randstadspoor. In kleinere steden in Nederland bleef het, zo nodig, bij het openen van meer voorstadshaltes.

#### Overige integrale plannen
Een groot project dat in de jaren 2010 werd uitgevoerd was de aanleg van de spoortunnel in Delft, als belangrijkste onderdeel van het plan Spoorzone (Delft). Het voornemen uit de jaren 1990 om de lijn in het kader van het toenmalige plan Rail 21 viersporig te maken werd later uitgevoerd vanwege de tunnelwens van Delft. Een andere reden voor de latere aanleg was politieke discussie in de jaren 2000 over de financiële prioritering tussen de aanleg van de A4 tussen Delft en Schiedam en de spoortunnel in Delft.
In de jaren 2010 waren er ook grote plannen om de spoorlijn tussen Schiphol en Almere te verbeteren, Almere was toentertijd een van de snelst groeiende steden van Europa. Het spoor tussen Schiphol en Duivendrecht was onder meer daarom vier-sporig gemaakt in het kader van het Project Openbaar Vervoer Schiphol-Amsterdam-Almere-Lelystad (OV-SAAL), dat enigszins parallel liep met het veelomvattende wegenbouwproject Project Schiphol-Amsterdam-Almere. Vooral treinen naar Schiphol en het station Amsterdam Zuid profiteren van het project OV-SAAL. In de stad Almere zelf is het bij kleine verbeteringen gebleven zoals meer opstelcapaciteit.

#### Naar Beter Benutten
Vanaf de jaren 2000 kwamen er steeds meer voornemens vanuit de overheid en ProRail om het spoor niet alleen maar kwantitatief uit te breiden, maar ook om het beter te benutten. Onder meer door het toepassen van nieuwe beveiliging zoals ETCS en/of ERTMS zodat meer treinen op hetzelfde stuk spoor kunnen gaan rijden. Vanaf 2014 is het accent daarbij verder verschoven naar het Programma Hoogfrequent Spoor. Er wordt hierbij gestreefd naar hoge frequenties van onder meer tienminutentreinen op een aantal corridors, enigszins vergelijkbaar met hoe het bij metro's is georganiseerd. De gedachte is hierbij, in tegenstelling tot in de jaren 2000, dat overstappen niet zo bezwaarlijk is, mits dat zoals bij een metro, maar snel genoeg kan plaatsvinden dankzij hoge frequenties. Er wordt bij dit programma zoveel mogelijk teruggevallen op reeds gerealiseerde spoorverdubbelingen en vrije kruisingen. Anderzijds worden hiervoor langs de corridors waar noodzakelijk ingrijpende maatregelen genomen om een 10-minutendienst van Intercity's en zelfs van Sprinters mogelijk te maken. Zo is er een vrije kruising gebouwd in 's-Hertogenbosch, en in 2013 al, los van het Programma, ook in Amersfoort. Met name op grote stations wordt ook het aantal wissels verminderd zoals in Utrecht in 2016 zodat treinen de grote stations sneller kunnen binnenrijden en weer verlaten. Tussen 2023 en 2030 zal in Amsterdam om dezelfde redenen een nog ingrijpender verbouwing van het station en het oostelijk emplacement plaatsvinden. In de jaren 2020 zijn op kleinere stations zoals Driebergen-Zeist de vrije doorrijsporen voor Intercity's en goederentreinen aangelegd en zijn in Geldermalsen nieuwe perrons aangelegd, vooral om de treinen naar Gorinchem en Dordrecht te 'ontweven' van de Intercity-sporen zodat er, dat aangaande, geen 'conflictpunten' in de dienstregeling meer zijn.
Een van de weinige grote spooruitbreidingsprojecten bij het Programma Hoogfrequent Spoor was het viersporig maken van het traject station Rijswijk-station Delft Campus dat in 2024 vrijwel gereed is gekomen en waarbij gebruik is gemaakt van de in ruwbouw gereed zijnde tunnelbuizen in Delft. 
Elders, tussen 's-Hertogenbosch en Vught, wordt een vierde spoor en een vrije kruising gebouwd, zodat rond 2030 de daar in 2017 ingevoerde 10 minuten-frequentie robuust uitgevoerd kan worden.

### Materieel

#### Concept Rail 21
Het opgeheven plan Rail 21 met het beoogde drietreinensysteem heeft  grote gevolgen gehad voor de materieelsamenstelling van de NS tussen 1995 en nu (2025): al het dubbeldeksmaterieel was op basis van dat plan besteld. De nadruk lag toen, in de jaren 1990, op uitbreiding van het materieelaanbod  omdat het zitplaatsentekort een veel voorkomend probleem was. In de jaren net voor 1995 waren al grote hoeveelheden Dubbeldeksaggloregiomaterieel (DD-AR) in dienst genomen: de naam AggloRegio komt van een nooit ingevoerde benaming uit Rail 21 voor de stoptrein. Vanaf medio jaren 1990 stroomden ook grote hoeveelheden Dubbeldeksinterregiomaterieel in (met hetzelfde beoogde comfortniveau als de toenmalige intercity's), Dit materieel kreeg de publieksnaam Regiorunner. Deze treinen waren zoals de benaming zegt bedoeld voor het rijden van InterRegiotreinen, een beoogde treinsoort in Nederland in het plan Rail 21. Het was het eerste binnenlandse materieel met airconditioning.
Naast uitbreiding van het treinaanbod zorgden beiden typen dubbeldekkers er ook voor dat de laatste series Hondekoppen, die door de Koplopers steeds meer in de spits- en stoptreindiensten terecht waren gekomen, ook vervangen konden worden. Met het verdwijnen van de Hondekop begin 1996 verdween het laatste elektrische stroomlijnmaterieel met oude buiten-schuifdeuren die (nog) met de hand opengetrokken moesten worden, ook kon dit type stroomlijnmaterieel niet snel optrekken. (De gemoderniseerde Plan X-dieseltreinstellen met buiten-schuifdeuren bleven nog wel twee jaar langer in dienst tot 1998.) Deze materieel-vervanging en materieel-uitbreiding had tot gevolg dat een aanzienlijk deel van het spoorwegmaterieel in de Randstad en omgeving uit dubbeldeksmaterieel ging bestaan, in het westelijke deel van de Randstad kwamen deze dubbeldekkers ook te rijden op de diverse viersporig gemaakte trajecten, met ook een groeiend aantal ondergrondse stations. Aanvankelijk werd de dubbeldekstrein vanwege het hoge aantal zitplaatsen per rijtuig als kostenefficiënt gezien, later in de 21e eeuw, kwamen nadelen, zoals hogere baanbelasting, meer naar voren. Latere series VIRM zouden steeds meer ingericht worden volgens het Intercity-concept in plaats van als een mogelijke Interregio-trein. En met de ombouw van het DD-AR in de jaren 2010 tot Intercitymaterieel (DDZ) werd het materieelpark steeds meer gemodelleerd voor het nieuwere twee-treinen systeem dat rond de NS-dienstregeling 2007-2009 officieel werd ingevoerd, zie de paragraaf "Concept NS Reizigers".
Voor de niet-geëlektrificeerde trajecten werd rond 1993 DM '90 besteld. Het zou het laatste treinstel zijn dat de NS zelf heeft ontworpen (de motorrijtuigen mDDM buiten beschouwing latend). Het DM'90 verving Plan U uit de jaren 1960 voor een belangrijk deel. De rest van Plan U zou pas vervangen worden door de instroom van nieuw materieel van de nieuw toegetreden spoorwegmaatschappijen.

#### Concept NS Reizigers
Vanaf de jaren 2000 ging NS Reizigers treinen aanschaffen volgens het nieuwe definitieve concept van een tweetreinensysteem van Intercity's en Sprinters (ter vervanging van de treinsoort 'stoptrein'), waarbij verder tussenvormen als de sneltrein of de geplande interregio definitief waren afgeschaft. De nadruk verschoof, van uitbreiding, naar vervanging van ouder materieel. Ter vervanging van het Mat '64 is de Sprinter Lighttrain (SLT) aangeschaft. Het was ook het eerste materieel dat niet zelf is ontworpen, maar is besteld uit een bestaand aanbod bij internationale treinfabrikanten waarbij het treinstel wel werd gemodificeerd naar de technische vereisten en wensen van de NS. Het was het eerste lagevloermaterieel met een gelijkvloerse instap op de perrons. En het was de eerste Sprinter met airconditioning (het Dubbeldeksinterregiomaterieel uit de jaren 1990 was de eerste binnenlandse lange afstandstrein met airconditioning). Het was ook het eerste nieuwe spoorwegmaterieel dat in het nieuwe Sprinter-kleuren werd geleverd. Uiteindelijk werd het laatste Mat '64, dat nog in zuidelijk Nederland reed, in 2016 buiten dienst gesteld. Het betrof het laatste materieel dat nog in Nederland (bij Werkspoor) was gebouwd. Het betrof ook het laatste materieel met de karakteristieke botsneus die in de jaren 1950 en 1960 gebruikelijk was bij de bouw van alle treinstellen. Met de afvoer van het Mat '64, en met de ombouw en uitfasering van Dubbeldeksmaterieel en Sprinters, verdwenen de laatste treinen met de oude stoptrein-huisstijl die vanaf 1968 bijna een halve eeuw was gebruikt: geel met blauwe reclamebanden. De nieuwe NS FLIRT-treinstellen namen het jaar daarna in zuidelijk Nederland waar de laatste stellen van het Mat '64 hebben gereden de diensten over. De NS Flirt-treinstellen waren onder meer aangeschaft omdat mbo-studenten onder de 18 jaar ook recht kregen op het Studentenreisproduct.
Vanaf 2019 kon met de instroom van de SNG, de Sprinter Nieuwe Generatie, ook het oudste type Sprinters worden vervangen. De voordelen van het oude stoptreinmaterieel, dat een maximumsnelheid had van 140 kilometer per uur konden in deze nieuwe SNG gecombineerd worden met een hoge acceleratie die kenmerkend was voor de oude Sprinters, die maar slechts 125 kilometer per uur konden. Al het reizigersmaterieel bij NS-reizigers kon na de vervanging van de oude Sprinters voortaan minstens 140 km/h rijden. De alleroudste Sprinters waren overigens op de allereerste lijnen van inzet in de jaren 1970 niet meer nodig omdat deze lijnen in de 21e eeuw zijn omgebouwd tot metro- en lightrail-lijnen: de Zoetermeerlijn, de Hofpleinlijn en de Hoekse Lijn. Met het verdwijnen van de oudste Sprinters en door de inbouw van airco in bestaand materieel verdween het laatste materieel bij NS Reizigers zonder airconditioning, het was in verband daarmee ook het laatste materieel dat ramen had die geopend konden worden.
Vanaf 2023 stroomt de Intercity Nieuwe Generatie (ICNG) in, die de Intercityrijtuigen (ICR) en de Koplopers zal gaan vervangen.
De eerste inzet zal zijn op de HSL Zuid, zodat de NS daar Intercity direct-treinen van Amsterdam naar Breda of Brussel kan aanbieden die 200 kilometer per uur kunnen rijden. De NS heeft concrete plannen om de treindiensten op de HSL Zuid van Station Amsterdam Centraal te verleggen naar station Amsterdam Zuid en dan over de Flevolijn en de Hanzelijn door te trekken naar Zwolle, en verder naar het Noorden. Op de Flevolijn (ontwerpsnelheid 160 kilometer per uur) en op de Hanzelijn (ontwerpsnelheid 200 kilometer per uur) kan de ICNG, afhankelijk van de toekomstige baanbeveiliging en baankwaliteit, daar met hogere snelheden gaan rijden dan tot nu toe gebruikelijk is voor het bestaande materieel.

## Vervoercijfers
In onderstaande tabel is een overzicht te vinden van de belangrijkste kerncijfers van het spoorwegvervoer in Nederland.

Lengte van spoornet
Aantal treinstations
Omvang van reizigersvervoer
Omvang van treinvervoer

| Jaar | Netlengte (in km) | Spoorlengte | Stations | Reizigerskm. (in mlj.) | Treinkm. (in mlj. reizigers) | Treinkm. (in mlj. goederen) | Tonkm. (in mld.) | Treinkm. (in mlj. totaal) |
| ---- | ----------------- | ----------- | -------- | ---------------------- | ---------------------------- | --------------------------- | ---------------- | ------------------------- |
| 1938 | 2963              |             | 427      | 3423                   |                              | 43,4                        | 11,3             |                           |
| 1939 | 2912 / 3314       |             | 395      | 4015                   |                              | 43,7                        | 11,6             |                           |
| 1940 | 2962              |             |          | 4236                   |                              | 30,9                        | 12,7             |                           |
| 1941 | 2902 / 3351       |             |          | 4641                   |                              | 24,6                        |                  |                           |
| 1946 | 3079              |             |          | 6177                   |                              |                             |                  |                           |
| 1947 | 3251              |             |          | 6776                   |                              |                             |                  |                           |
| 1950 | 2548              |             | 323      | 6228                   |                              | 39,1                        | 15,0             |                           |
| 1955 | 2480              |             | 301      | 7573                   |                              | 54,1                        | 17,5             |                           |
| 1960 | 2485              |             | 297      | 7821                   |                              | 58,5                        | 19,1             |                           |
| 1965 | 2479              |             | 300      | 7716                   |                              | 58,2                        |                  |                           |
| 1970 | 2479              |             | 312      | 8011                   |                              | 81,2                        | 18,8             |                           |
| 1975 | 2479              |             | 329      | 8501                   |                              | 92,5                        | 10,2             |                           |
| 1980 | 2507              |             | 346      | 8892                   |                              | 96,0                        | 10,6             |                           |
| 1985 | 2558              |             | 376      | 9007                   |                              | 100,9                       | 8,9              |                           |
| 2007 | 2896              | 6830        | 386      | 16.342                 |                              | 129                         | 13               | 143                       |
| 2008 | 2896              | 6830        | 387      |                        |                              | 131                         | 13               | 145                       |
| 2009 | 2886              | 6823        | 389      |                        |                              | 133                         | 11               | 145                       |
| 2010 | 3016              | 7002        | 391      | 16.400                 |                              | 134                         | 11               | 146                       |
| 2011 | 3035              | 7000        | 397      | 16.800                 |                              | 138                         | 10               | 149                       |
| 2012 | 3063              | 7033        | 404      | 17.100                 |                              | 139                         | 10               | 150                       |
| 2013 |                   |             |          | 18.000                 |                              |                             |                  |                           |
| 2014 |                   | 7030        | 403      |                        |                              |                             | 51               | 156                       |
| 2015 |                   | 7021        | 404      |                        |                              |                             | 45               | 152                       |
| 2016 |                   | 7219        | 404      |                        |                              |                             | 54               | 159                       |
| 2017 |                   | 7146        | 404      |                        |                              |                             | 54               | 160                       |
| 2018 |                   | 7114        | 399      |                        |                              |                             | 55               | 164                       |
| 2019 |                   | 7097        | 400      |                        |                              |                             | 57               | 165                       |
| 2020 |                   | 7097        | 399      |                        |                              |                             | 51               | 152                       |